# Imhoff (Patriziergeschlecht)

Stammwappen der Imhoff

Die Imhoff (auch: Imhof) sind eine der ältesten und bedeutendsten süddeutschen Patrizierfamilien und bauten im Spätmittelalter und in der frühen Neuzeit eines der größten Handelshäuser Europas auf.
Ursprünglich wohl dem ritterlichen Ministerialenstand entstammend, zählten sie Mitte des 13. Jahrhunderts zum Patriziat der Stadt Lauingen an der Donau, wo sie ein weitverzweigtes Fernhandelsnetz aufbauten.
Ab 1268 ging ein Zweig in die Reichsstadt Nürnberg und wurde um 1350 in das Nürnberger Patriziat aufgenommen. Die Nürnberger Imhoff waren ab 1402, mit kurzen Unterbrechungen, bis zum Ende der reichsstädtischen Zeit im Jahre 1806 im „Inneren Rat“ vertreten, gehörten nach dem „Tanzstatut“ zu den neuen ratsfähigen Geschlechtern und fanden durch den Erwerb von Landgütern zugleich Aufnahme in die Reichsritterschaft. Sie übten ehrenvolle Ämter aus wie das des Reichsschultheißen sowie des Verwahrers der Reichskleinodien.
Die Nürnberger „Imhoffsche Handelsgesellschaft“ und weitere Familienunternehmen waren um 1381 im Handel zwischen Venedig, Nürnberg und Osteuropa tätig. Zweige der Familie ließen sich in anderen oberdeutschen Reichsstädten und Handelszentren wie Augsburg (1396), Ulm (1422), Donauwörth (um 1425) und Memmingen (1441) nieder. Frühe Niederlassungen bestanden in Venedig, Salzburg, Linz, Prag, Brünn und Olmütz. Mitte des 15. Jahrhunderts zählte die „Imhoffsche Handelsgesellschaft“ zu den großen Handelsfirmen Europas und machte erhebliche Gewinne im Handel mit italienischem Safran. Ende des 15. Jahrhunderts bestanden Handelsfilialen in Neapel, Águilas, Messina, Lyon, Saragossa, Lissabon, Antwerpen und Amsterdam. Um 1500 weiteten die Imhoff das Handels- und Tausch- zum Geld- und Bankgeschäft aus und beteiligten sich am Silber- und Goldbergbau in Sachsen und Schlesien. Ab 1540 finanzierten sie europäische Höfe mit Krediten. Um 1520 hatten sie kurzzeitig ein Handelsmonopol für Pfeffer und Ingwer aus der portugiesischen Kolonie Goa in Indien. Um 1565 erreichte die Imhoffsche Handelsgesellschaft ihre größte Ausdehnung. Noch bis ins 17. Jahrhundert konkurrierte sie mit der Tucherschen Handelsgesellschaft im Safranhandel, damit gehörte sie zu den letzten in größerem Umfang aktiven Handelsgesellschaften des Nürnberger Patriziats.
Die Familie trat in Nürnberg und anderen Städten mit zahlreichen gestifteten Kunstwerken auch mäzenatisch hervor, darunter Altären, Gemälden und mit dem Sakramentshaus in der Lorenzkirche von Adam Kraft von 1493 einem der Hauptwerke der deutschen Spätgotik. Sie förderte Künstler wie Albrecht Dürer, von dessen Nachlass für die Imhoff'sche Kunstkammer erhebliche Teile erworben wurden.
Mehrere Linien der Familie waren von 1395 bis ins 19. Jahrhundert in Augsburg ansässig; 1538 wurden sie in das Augsburger Patriziat aufgenommen. Während die Nürnberger Zweige in der Reformation evangelisch wurden, blieben die Augsburger Imhoff katholisch. Wegen Schloss Untermeitingen (1544 bis 1871 im Besitz der Augsburger Linie) wurden sie als Reichsritter Mitglied im Schwäbischen Ritterkreis.
Zweige der Familie gingen später auch nach Österreich sowie nach Sachsen, Braunschweig und Hannover und in die Niederlande. Einige davon bestehen bis heute. Einzelne Linien wurden ab 1679 in den Reichsfreiherrenstand erhoben, die übrigen im 19. Jahrhundert in den bayerischen Freiherrenstand.

## Geschichte

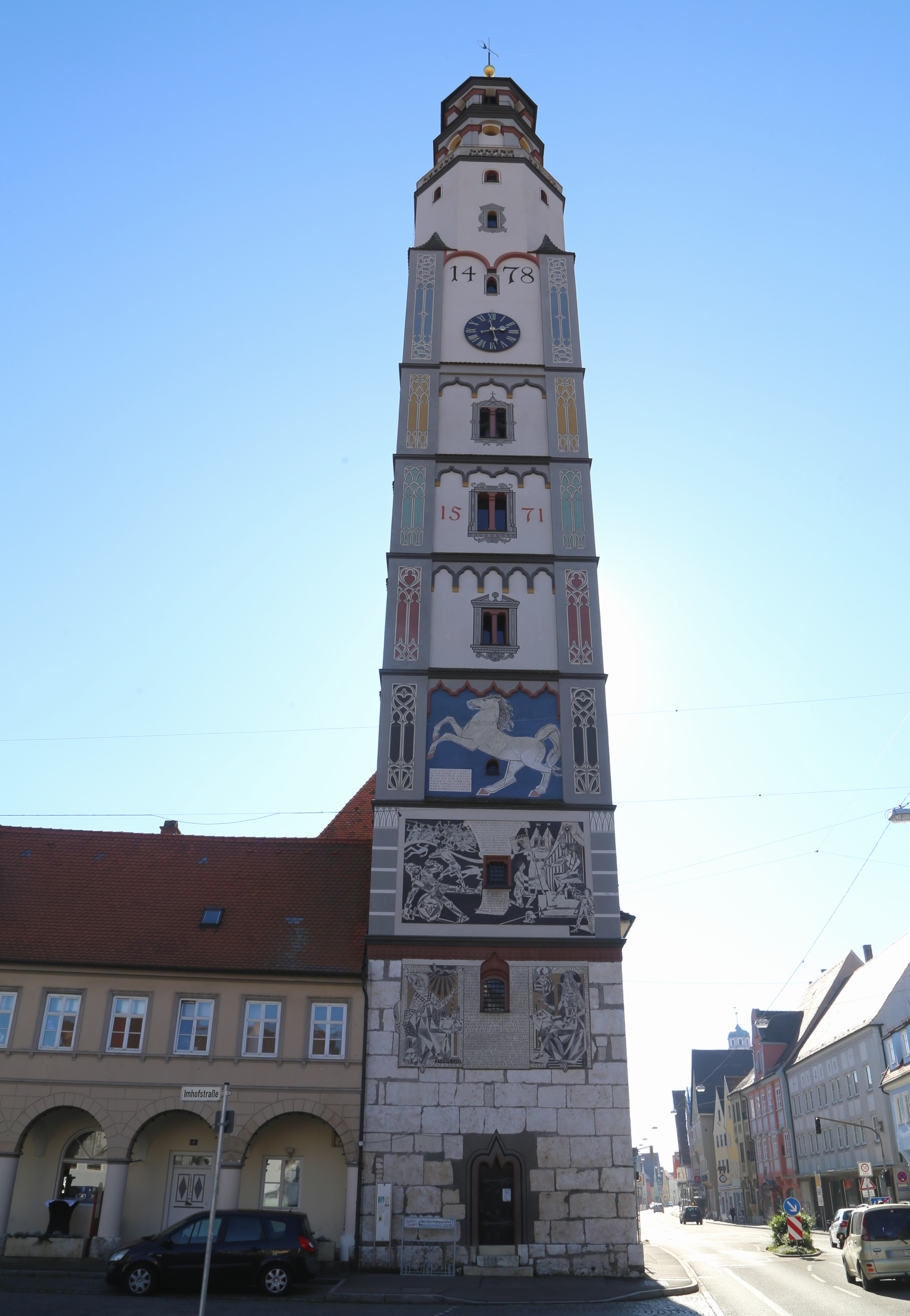
Schimmelturm (Lauingen), 1457–78 erbaut im Auftrag des Ratsherrn Georg Imhof als Wachturm und Symbol der Stadtfreiheit. 1571 erhöht.

Das Geschlecht stammt aus Lauingen in Schwaben und ist ab Mitte des 13. Jahrhunderts mit Hans im Hof (* um 1260, † 1341), Mitglied des Rats der Stadt Lauingen, belegt. Er war mit Anna von Gundelfingen († 1386) verheiratet und mit ihnen beginnt auch die Stammreihe. Sigmund I. ist 1277 dort Bürgermeister. Es ist möglich, dass es sich bei den Imhoff ursprünglich um eine staufische Ministerialenfamilie gehandelt hat. Ihr Stammhaus lag am Lauinger „Hofmarkt“. Der Ritter Ulrich im Hof tritt 1316 als Ministeriale des Bischofs von Augsburg sowie 1333 und 1342 urkundlich bei Lauingen auf.
Nach dem Tod des letzten Staufers Konradin 1268 fiel Lauingen an den bayrischen Herzog Ludwig den Strengen; mehrere Patrizier verließen daraufhin die Stadt, darunter auch die Imhoff-Söhne Konrad und Hans II. († 1389) sowie die mit ihnen verschwägerten Pirckheimer, die Scheurl, Oelhafen und andere, um sich in der freien Reichsstadt Nürnberg anzusiedeln. Hans II. heiratete dort Lucia Groß, eine Enkelin des berühmten Patriziers Konrad Groß, und wurde als Bürger sowie unter die „rats- und gerichtsfähigen Geschlechter“ aufgenommen und damit ins regierende Nürnberger Patriziat. Bereits 1376 erhielt er ein Reichslehen in Schwarzenbruck, das der Sohn Hans III. erbte. Die Söhne Konrad († 1396) und Ulrich († 1413) nahmen den Handel mit Venedig auf, Niklas († 1418) wurde bereits Bürgermeister in Nürnberg. Der älteste Wohn- und Geschäftssitz in der Stadt war ein Häuserkarree an der Ecke Brunnengasse und Königstraße.
Hans’ II. Bruder Heinrich war der Stammvater der weitverzweigten schwäbischen Linie, die im 16. Jahrhundert erlosch. Früh finden sich Träger des Namens Imhoff auch in Augsburg (1396), Ulm (1422), Donauwörth (um 1425) und Memmingen (1441). Bis zum Anfang des 15. Jahrhunderts wird von einem engen Zusammenhalt der Familienzweige und einem ständigen Rückbesinnen auf Lauingen als dem Ursprung der Familie berichtet, samt dem dazugehörenden Landbesitz in Gundremmingen. Die Imhofstrasse in Lauingen, rechter Hand vom Lauinger Rathaus, erinnert an die Familie.
Zu Wohlstand kamen die Imhoff durch den Fernhandel, da sie von Lauingen aus die Märkte und Messen in Frankfurt, Köln, Straßburg, der Oberpfalz und Böhmen belieferten.

### Nürnberger Imhoff

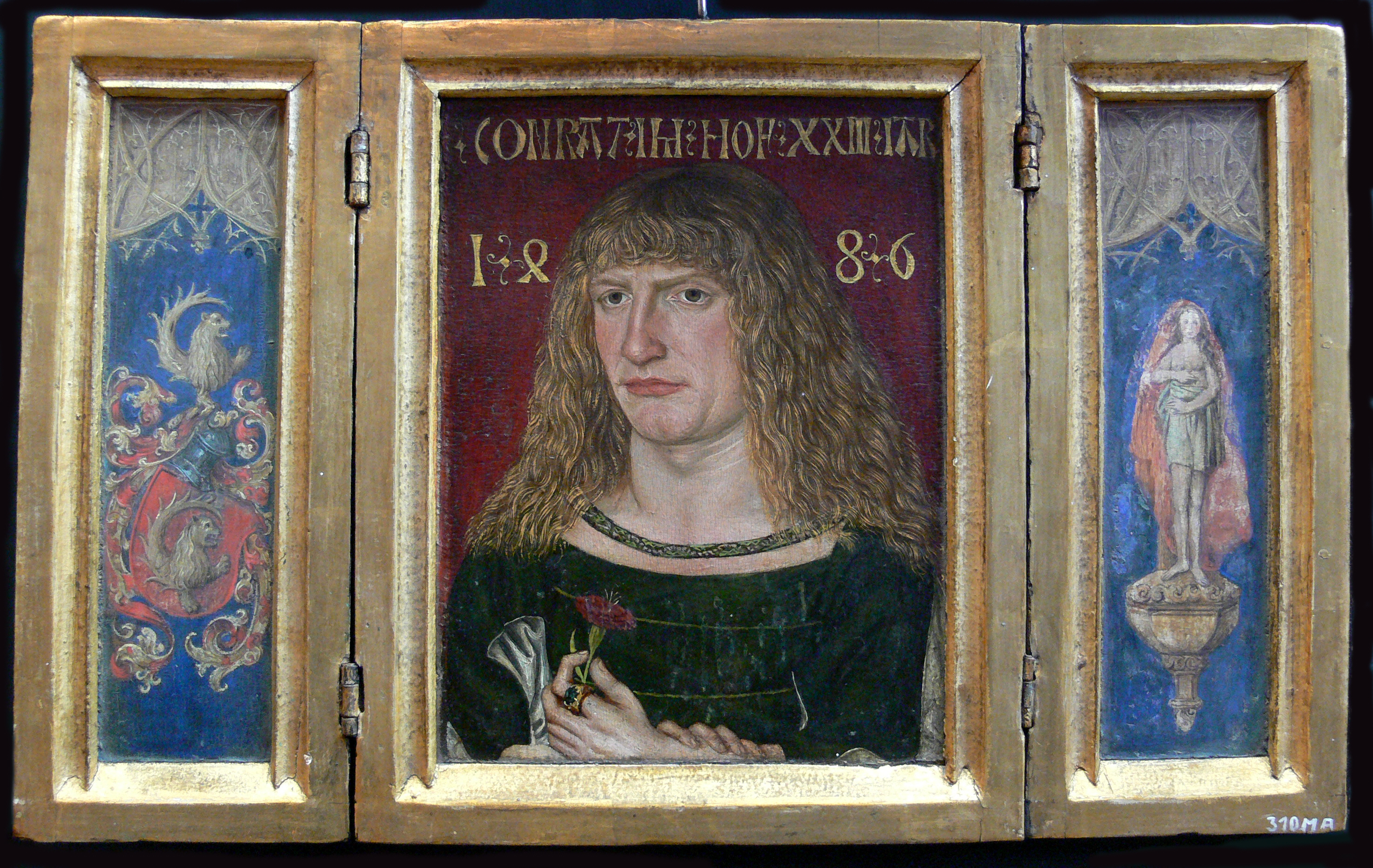
Konrad Imhoff (1486, von Jakob Elsner)

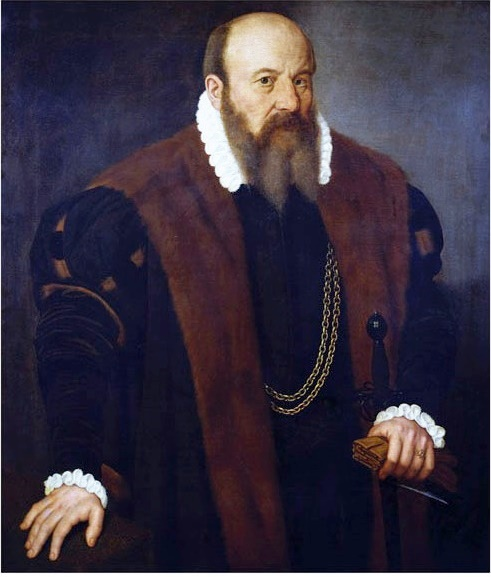
Andreas I. Imhoff (1491–1579), Handelsherr, Vorderster Losunger, Reichsschultheiß und Verwahrer der Reichskleinodien (Porträt von Nicolas Neufchâtel, vor 1573)

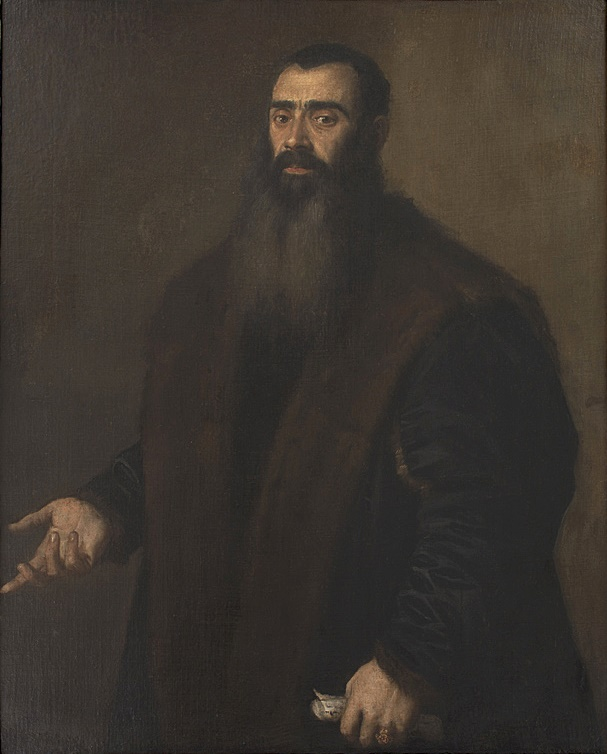
Willibald Imhoff (1519–1580), Handelsherr, Kunstsammler (Porträt von Tizian, vor 1576)

Die Nürnberger „Imhoffsche Handelsgesellschaft“ wird erstmals 1381 im Handel zwischen Venedig, Nürnberg und Osteuropa erwähnt. Sie arbeitete, wie die Groß, Mendel, Pfinzing und Pirckheimer, eng mit der Stromerschen Handelsgesellschaft zusammen, von deren Konkurs sie 1430 profitierte und als einer der Vorteilsnehmer hervorging. Konrads († 1396) gleichnamiger Sohn Konrad († 1449) kaufte 1441/48 den Anteil der Handelskammer der Mendel im „Fondaco dei Tedeschi“ in Venedig. Die ersten sechs Konsuln in der Selbstverwaltung des Fondaco waren 1492–1504 Mitglieder der Familie. Mit seinen fünf Söhnen machte er aus dem Geschäft des Vaters eine der großen Handelsfirmen Europas. Ihr Handelssortiment war umfangreich und umfasste vor allem Gewürze, Farben, Edelmetalle, Seide und Seidenwaren, Leinwand und Tuche, Weine, Montanprodukte, Rauchwaren, Leder und Häute, Waffen sowie Nürnberger Handwerksprodukte, letztere meist noch im Austausch (Rohstoffe gegen Fertigfabrikate). Für die Lorenzkirche stiftete er um 1418 den bekannten Imhoffaltar.
Konrads Sohn Hans IV. († 1499) gründete eine zweite Handelsgesellschaft, die sich ab der zweiten Hälfte des 15. Jahrhunderts auf die Handelsplätze Westeuropas konzentrierte. Mit seinen acht Söhnen besetzte er nicht nur die alten Niederlassungen in Venedig, Salzburg, Linz, Prag, Brünn und Olmütz, sondern gründete neue Handelsfilialen in Neapel, Águilas, Messina, Lyon, Saragossa, Lissabon, Antwerpen und Amsterdam, die durch Faktoren betrieben wurden, oft in Zusammenarbeit mit befreundeten Firmen. Das Warenangebot passte sich den gehobenen höfischen und städtischen Luxusbedürfnissen an und umfasste auch die moderne Waffentechnik. Hans IV. stiftete um 1493 das Sakramentshaus in der Lorenzkirche von Adam Kraft. Gleichzeitig erwarb 1479 sein älterer Bruder Konrad († 1486) Anteile an dem Silberbergwerk in Schneeberg (Erzgebirge) und an anderen sächsischen Minen sowie im schlesischen Goldbergbau. Für die Elisabethkirche Breslau stiftete die Familie um 1455 das Imhoff-Triptychon von Valentin Wolgemut. Einzelne Familiengesellschafter beteiligten sich auch an anderen Firmen in Frankfurt, Augsburg und Antwerpen.
Mit Hans’ Sohn Hans V. (1461–1522) unternahm die Firma erste Schritte vom Tausch- zum Geld- und Bankgeschäft. 1487–89 war er an einer Gesellschaft beteiligt, die in Frankfurt Dukatenwechsel auf Venedig kaufte, um sie dort einzukassieren und anschließend wieder zu verkaufen. Davon abgesehen konzentrierte er sich aber auf den Warenhandel, während die Augsburger Niederlassung Finanzgeschäfte betrieb. 1513 kam zu den traditionellen Handelsobjekten das Mansfelder Kupfer hinzu, als seine Tochter Katharina sich mit Christoph Fürer vermählte. 1519 wurde er „Zweiter Bürgermeister“. Neben Christoph Fürer  und Niklas Haller gehörte er zu den Ratsherren, die dem zurückgehenden Handwerk und Handel neue Impulse gaben. 1522 wurde er beschuldigt, dem portugiesischen König ein Monopol abgehandelt zu haben, wonach nur die Imhoffs indischen Pfeffer, Ingwer und Spezereien aus der Kolonie Goa erhalten sollten. Hans V. pflegte intensiven Kontakt mit seinen Ratskollegen Willibald Pirckheimer und Lazarus Spengler sowie mit den Künstlern Albrecht Dürer, Adam Kraft und Eobanus Hessus, denen er sowohl in geschäftlichen Fragen als auch in schwierigen finanziellen Situationen half. Sein Sohn Hans († 1526) heiratete Felicitas, die älteste Tochter von Willibald Pirckheimer. Deren Sohn Willibald Imhoff (1519–1580) war ein großer Kunstsammler, um 1575 ließ er sich von Tizian porträtieren sowie von sich und seiner Frau Büsten durch Johan Gregor van der Schardt anfertigen. Er fasste seine Sammlung und das Pirckheimer'sche Erbe in der Imhoff'schen Kunstkammer zusammen. Nach dem Tode von Andreas Dürer (dem Bruder von Albrecht) konnte Imhoff zahlreiche Werke von Albrecht Dürer erwerben. Seine Nachfahren waren von 1625 bis 1785 auf Schloss Mörlach bei Hilpoltstein ansässig.
Der Handel mit Safran begann gegenüber dem angestammten Warensortiment zu dominieren. 1510 gründeten die Imhoff eine Faktorei zum Absatz des italienischen Safrans in Bari. Ein Bruder Hans’ V., Ludwig (1466–1533), ging dorthin und begründete einen italienischen Zweig, der erst 1719 in Bari ausgestorben ist. Hans V. und sein Sohn Andreas schlossen mit den Nürnberger Welsern ein Einkaufskartell. 1505/06 beteiligten sich drei Imhoffs, die Hirschvogel und die Welser in Form einer Expedition an der ersten Handelsfahrt oberdeutscher Kaufleute nach Indien. Unter der Leitung von Andreas (Endres) I. Imhoff (1491–1579) wurde die daraufhin folgende Umorientierung vom reinen Ost- und Orienthandel zum überwiegenden West- und Überseehandel abgeschlossen. Ab 1540 engagierten sich die Imhoff verstärkt in Geldgeschäften, vor allem mit Krediten an die französische, portugiesische und spanische Krone sowie an die Herzöge von Bayern. Um 1565 erreichte die Imhoffsche Handelsgesellschaft ihre größte Ausdehnung. Das Handelsnetz umspannte den Raum Lübeck, Krakau, Prag, Venedig, Aquila, Lissabon, Antwerpen und Amsterdam. Obwohl auch im späten 16. und frühen 17. Jahrhundert der Handel mit Safran noch eine herausragende Rolle spielte, engagierten sich die Imhoff stark im mitteldeutschen Kupfergeschäft (Gräfenthaler Saigerhandel). Während bereits viele Patrizierfamilien nichts mehr von ihrer Herkunft als Handelsleute wissen wollten und sich darauf beschränkten, „adelig zu sein“ und von ihren Grundherrschaften zu leben, blieben die Imhoff noch im 17. Jahrhundert, zusammen mit der Tucherschen Handelsgesellschaft, die seit dem frühen 16. Jahrhundert einer ihrer größten Konkurrenten im Safranhandel war, die letzte in größerem Umfang aktive Handelsgesellschaft des Nürnberger Patriziats.
Der Nürnberger Kaufmann Andreas I. Imhoff († 1579) war ab 1564 vorderster Losunger (Verwalter der städtischen Steuern) und ab 1571 Reichsschultheiß; zudem übte er das ehrenvolle Amt des Verwahrers der Reichskleinodien aus. Nur die von ihm begründete Linie (der Andreassche Zweig) blieb dauerhaft mit Nürnberg und Franken verbunden. Seine Nachkommen saßen bis zum Ende der reichsstädtischen Zeit im Nürnberger Inneren Rat und bekleideten im 16. und 17. Jahrhundert mehrfach das Amt des Reichsschultheißen. Die Imhoff Familienstiftung wurde im Jahre 1600 in Nürnberg gegründet und ist bis heute Leihgeber des Imhoff-Archivs im Bestand des Germanischen Nationalmuseums Nürnberg. Die Imhoffstraße in Nürnberg, an der der berühmte Rochusfriedhof liegt, erinnert an die Familie.
Hieronymus Imhoff (1606–68), Urenkel des Andreas, war im Dreißigjährigen Krieg Diplomat in schwedischen, russischen und niederländischen Diensten. Sein Sohn Albrecht (1653–1715) ging als Diplomat in sächsische Dienste, der Sohn Rudolf Christian († 1717) in braunschweigische und der Sohn Wilhelm Heinrich († 1725) wurde Stammvater des ostfriesisch-holländischen Zweiges; dessen Sohn war Gustaaf Willem van Imhoff (1705–1750), Generalgouverneur von Niederländisch-Indien.

### Augsburger Imhoff
Die Zuwanderung nach Augsburg erfolgte in vier Linien:
Die ältere Lauinger Linie in Augsburg begründete Konrad († 1422/23), Bruder des Lauinger Bürgermeisters und späteren Ulmer Bürgers Heinrich Imhof d. Ä († um 1431). 1395 erwarb er durch Heirat Augsburger Bürgerrecht und saß 1403/04 als Zunftvertreter der Salzfertiger im Großen Rat. Da seine Lehen vom Hochstift Augsburg vor 1424 an den Bruder Heinrich gefallen waren, starb er offenbar ohne männliche Erben.
Die jüngere Lauinger Linie begründete Konrad († 1464), ein Sohn des Konrad Imhof d. Ä. († um 1443). Durch Heirat mit Veronica Wahraus erwarb er 1431 Augsburger Bürgerrecht und Stubenfähigkeit. Als Zunftmeister der Kaufleute war er einige Jahre Mitglied des Kleinen Rats (1456/59). Eine Beteiligung am Fernhandel lässt sich aus der dynamischen Vermögensentwicklung erschließen. Während sein jüngerer Sohn Andreas († um 1496) nach Lauingen zurückkehrte, blieb Peter († 1504/05) in Augsburg. Sein Anschlagvermögen stieg in drei Jahrzehnten von 2040 fl (1466, 76. Stelle) auf 12.400 fl (1498, 21. Stelle). Er arbeitete wohl mit den Memminger Vöhlin zusammen. Sein Sohn Konrad († nach 1521), der 1508 als Welser-Vöhlin-Gesellschafter bezeugt ist, wanderte nach Antwerpen aus. Peters Tochter Regine Imhoff († 1526) war die Mutter von Anton Fugger, dem Neffen und Erben von Jakob „dem Reichen“. Mit dem Tod der jüngeren Söhne Georg († 1522) und Lukas, Propst von St. Moritz († 1531), erlosch in Augsburg auch diese Linie.
Die ältere Nürnberger Linie begründeten die Brüder Hieronymus († 1539) und Simon († 1557), Söhne des Großkaufmanns Johann Imhof († 1499) aus Nürnberg. Hieronymus erwarb durch Heirat mit der Erbtochter Ulrichs (II.) Honold 1489 Augsburger Bürgerrecht. Nach einigen Jahren im Großen Rat vertrat er die Kaufleutezunft ab 1505 im Rat, etablierte sich 1507 im engeren Führungszirkel und amtierte ab 1514 im zweijährigen Turnus als Bürgermeister (Stadtpfleger) bis man ihn 1534 wegen Unregelmäßigkeiten relegierte. 1538 wurden deshalb nur sein Sohn Leonhard und der Bruder Simon ins Augsburger Patriziat aufgenommen. Simon hatte 1507 durch Heirat mit Anna Paumgartner (aus der Augsburger Linie) Bürgerrecht in der Stadt erworben; 1548 ernannte ihn Karl V. zum Mitglied des Kleinen Rats. Die beiden Brüder und später auch Leonhard († 1557) blieben aber an der Nürnberger Imhof-Gesellschaft beteiligt. Erst 1540/46 kam es zur Trennung. Mit Leonhards Sohn Hieronymus (III.) erlosch diese Linie.

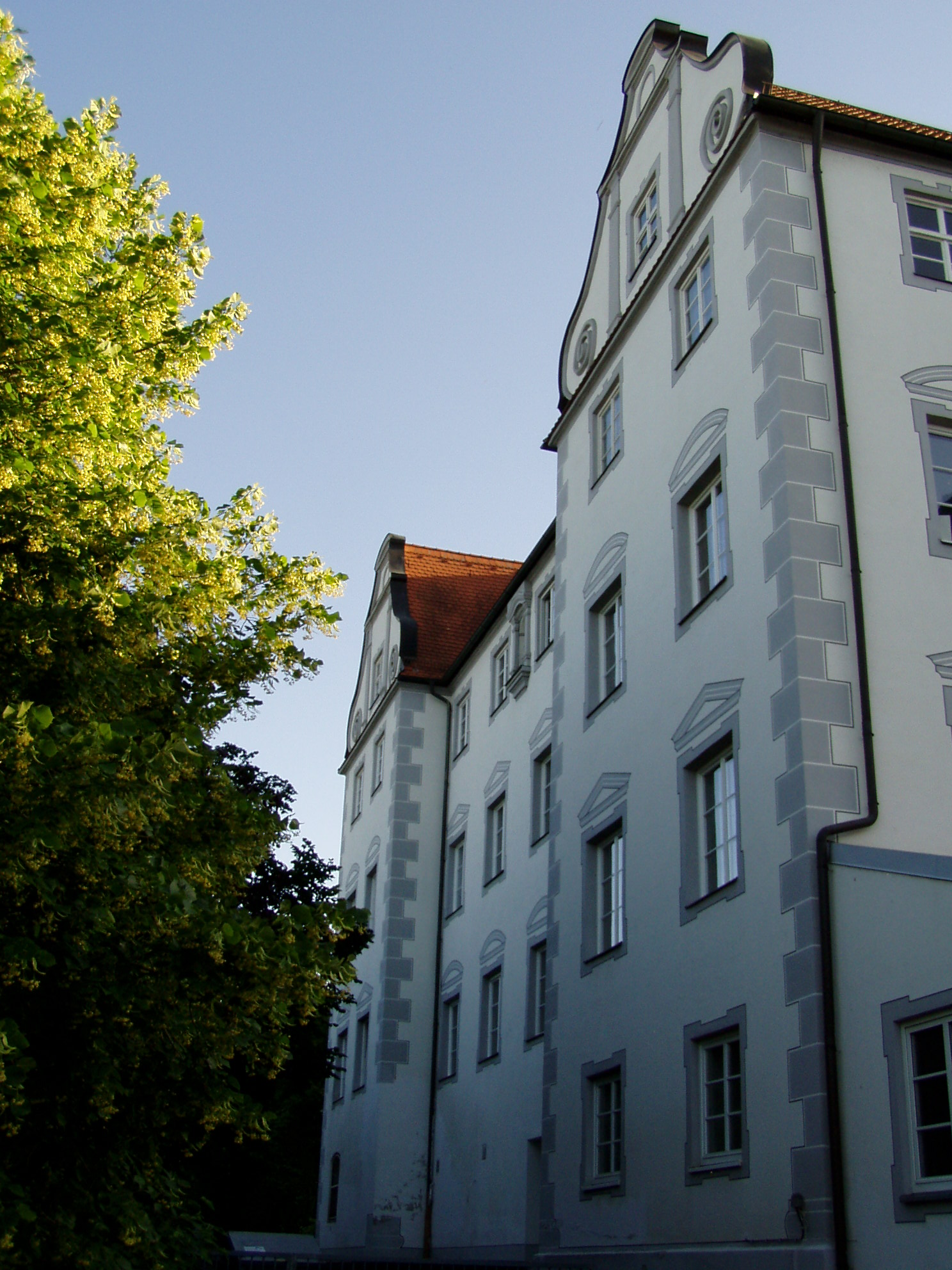
Schloss Untermeitingen, 1544 bis 1871 Besitz der Augsburger Linie

Die jüngere Nürnberger Linie wurde von Hieronymus (II.) d. Ä. (1512–77), einem Großneffen des Bürgermeisters Hieronymus begründet. Er erwarb 1544 durch Heirat mit Anna Welser Bürgerrecht in Augsburg und war dort als Baumeister und Ratsherr tätig. 1538 wurde er in das Augsburger Patriziat aufgenommen, ab 1553 saß er im Kleinen, ab 1561 im Geheimen Rat. Bis 1559 war er mit seinem Bruder Sebastian soziiert, ab 1566 aber in eigener Firma tätig. Beteiligt waren seine vier Söhne Karl, Raimund, Hieronymus (IV.) und Octavian, die sie nach seinem Tod weiterführten. Unter ihnen formierten sich eigene Zweige. Karl († 1613) trennte sich um 1584 von den Brüdern und gründete eine eigene Firma. Wirtschaftlich am erfolgreichsten war Raimund (oder Raymund, 1548–91), der spätestens 1584 die Leitung der Firma übernommen hatte und 1590 die Reiche Steuer zahlte. Er war Handelsherr in Augsburg und Venedig sowie Ratsmitglied und später Bürgermeister von Augsburg. Um 1590 erwarb er mit Schloss Untermeitingen den namengebenden Sitz seines Zweiges. Seine Witwe Regina, geb. Bemblin (1554–1624), stiftete 1603 die Wallfahrtskirche Maria Hilf (Klosterlechfeld). Die jüngeren Brüder waren hauptsächlich politisch aktiv: zuerst Octavian († 1600) als Bürgermeister und Mitglied des Geheimen Rats (1595–1600), dann Hieronymus (1575–1638) als Geheimer Rat (1600–1631) und Stadtpfleger (1614–1631). Hieronymus erwarb durch Heirat mit einer Welser im Jahr 1600 die Herrschaften Spielberg und Oberschweinbach, die bis 1640 im Besitz seiner Linie verblieben und dann wiederum über die weibliche Linie weitervererbt wurden. Als Bürgermeister veranlasste er 1609 den Umbau des gotischen Augsburger Rathauses durch Elias Holl. Er wurde für Kaiser Ferdinand II. bei der Gegenreformation in Augsburg tätig, der ihn mit der „Religionsreformation“ in Augsburg beauftragt hatte, und dafür von den Schweden eingesperrt.
Auch später zählten die Imhof zu den führenden katholischen Patrizierfamilien, Kinder und Enkel wurden Bürgermeister in Augsburg und Finanziers der französischen Könige. 1695 wurde Joseph Adrian († 1717), 1741 Leopold Adrian († 1763) in das höchste städtische Amt gewählt, Joseph Adrian († 1831) war der letzte katholische Stadtpfleger. Die letzten Generationen distanzierten sich dann von Augsburg, blieben Grundherren in Untermeitingen, wo sie als Reichsritter Mitglied im Schwäbischen Ritterkreis waren, und wurden Berater oder Beamte an weltlichen und geistlichen Höfen. Das Archiv der Linie Augsburg-Untermeitingen befindet sich als Dauerleihgabe der Imhoff Familienstiftung im Stadtarchiv Schwabmünchen. Die Imhofstraße im Augsburger Antonsviertel erinnert an die Familie.
Die Familie breitete sich auch nach Bayern und Österreich sowie nach Sachsen, Braunschweig und Hannover und in die Niederlande aus.
Jakob Wilhelm Imhoff († 1728) war ein bedeutender Genealoge. Er bearbeitete 1684 unter anderem die Notitia S. R. I. G. Procerum. Andreas Lazarus Imhoff († 1704), ein Nachfahre des Willibald Imhoff, wurde kurpfälzischer Geheimer Rat und schrieb den historischen Bildersaal, der nach seinem Tod noch lange fortgesetzt und auch ins Französische übersetzt wurde. Aus diesem Zweig stammte auch Amalie von Imhoff (1776–1831), die eine Rolle am Weimarer Musenhof spielte.

## Standeserhöhungen
Hieronymus Imhoff, geboren 1606 in Nürnberg, starb 1668 als Hofrat des Herzogs August von Braunschweig. Seine drei Söhne, die in herzoglich-braunschweigischen und in fürstlich-ostfriesischen Diensten standen, erlangten von Kaiser Leopold I. 1679 den Reichsfreiherrenstand. Johann Baptist Imhoff zu Untermeitingen, Geheimer Rat des Bischofs von Augsburg, wurde ebenfalls von Kaiser Leopold I. 1685 in den Reichsfreiherrenstand erhoben.
Ein weiterer Hieronymus Imhoff, kurmainzischer und fürstlich-bambergischer Rat, Stadtpfleger zu Vilseck, erhielt von Kaiser Leopold die Erlaubnis, sich Imhoff von Mörlach zu nennen, da er die Hofmark Mörlach in Pfalz-Neuburg seit mehr als 40 Jahren besaß. Außerdem wurde ihm gestattet, sein Wappen mit dem des erloschenen reichsritterlichen Geschlechts der „Imhoff zu Sankt Johannis“ aus Oberfranken zu vermehren. Leopold Alois von Imhoff auf SchlossSpielberg und Oberschweinbach wurde 1781 von Kaiser Joseph II. und sein Bruder Joseph Adrian, Stadtpfleger in Augsburg, vom bayerischen König Maximilian I. 1814 in den Freiherrenstand erhoben. Die Nürnberger Linie wurde 1815 in den einfachen bayerischen Adel immatrikuliert und 1871 in den Freiherrenstand erhoben.
Das Geschlecht blühte am Anfang des 20. Jahrhunderts noch in sieben Hauptlinien.

## Familienmitglieder

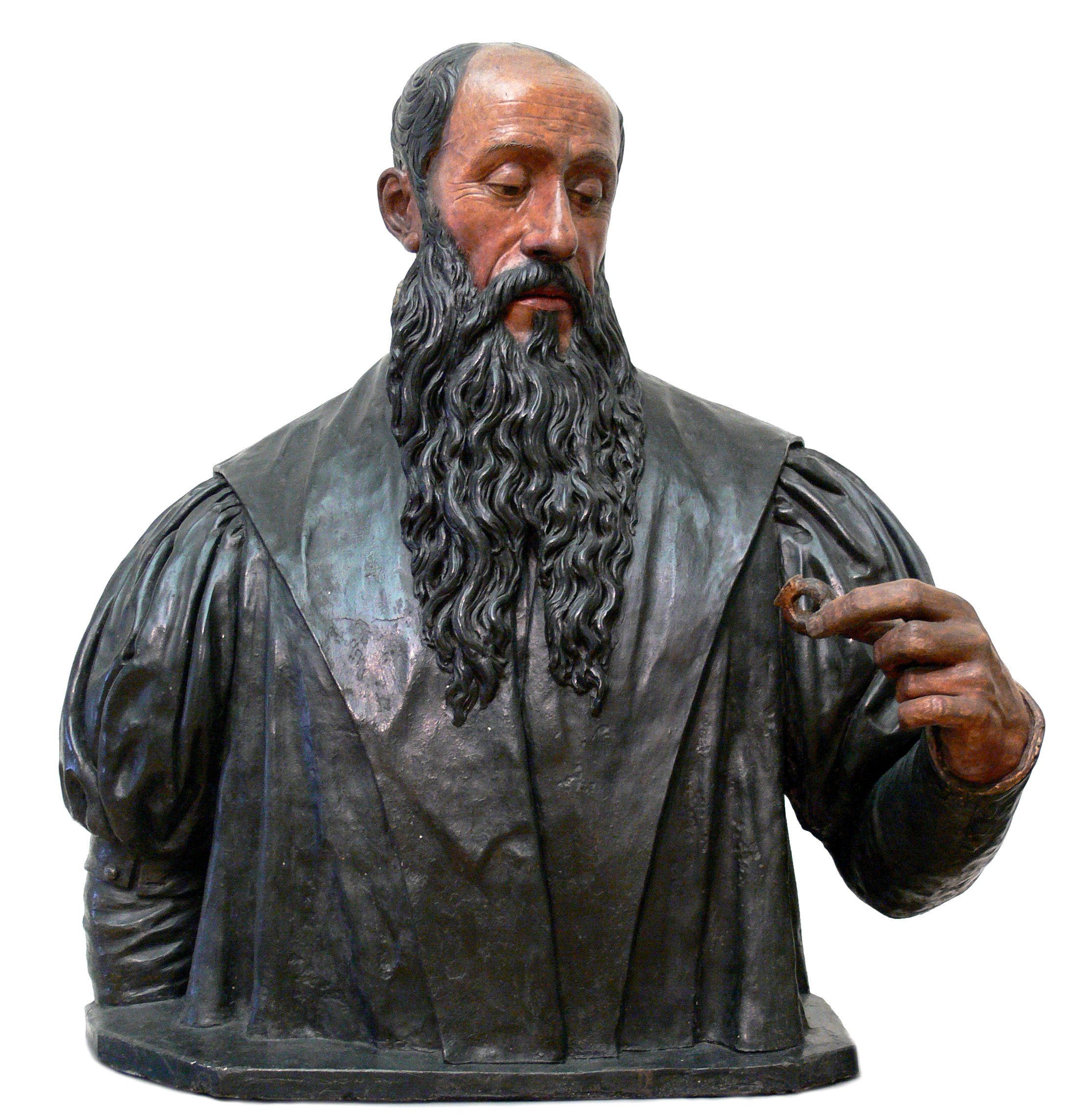
Willibald Imhoff (1519–1580), Büste von Johan Gregor van der Schardt, 1570
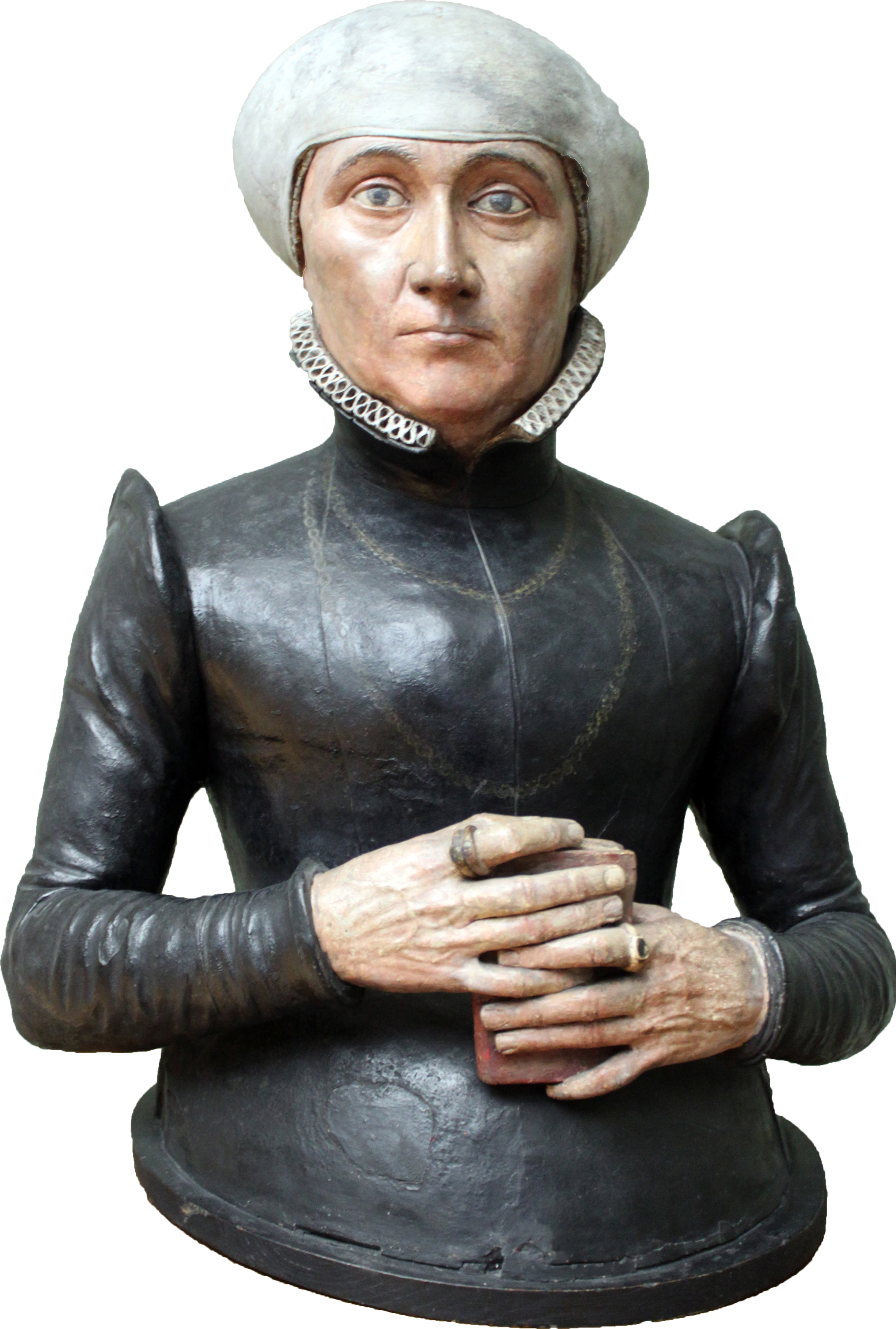
Anna Imhoff geb. Harsdörffer (um 1580), Bode-Museum Berlin

- Peter Imhoff (1444–1528), Halbbruder von Hans V. Imhoff, Kaufmann, Mäzen, Humanist und Theologe, er und der Halbbruder Konrad (1463–1519) stiften die St. Rochus-Kapelle. Von ihm leitet sich eine Augsburger Linie mit mehreren katholischen Zweigen ab.
- Hans V. Imhoff (1461–1522), Nürnberger Kaufmann, Begründer von drei heute noch lebenden protestantischen Linien
- Andreas I. Imhoff (1491–1579), Handelsherr, ab 1564 Vorderster Losunger, ab 1571 zusätzlich Reichsschultheiß, Verwahrer der Reichskleinodien
- Willibald Imhoff (1519–1580), Nürnberger Kaufmann, Kunstsammler
- Andreas III. Imhoff (1562–1637), Nürnberger Kaufmann, Vorderster Losunger, Reichsschultheiß, Mitgründer des Nürnberger Banco Publico
- Georg von Im Hof (1601–1659), Ratsherr
- Georg Paulus Imhoff (1603–1689), Nürnberger Kaufmann, ab 1675 Vorderster Losunger, 1676 Reichsschultheiß
- Anton Albrecht Freiherr von Imhoff (1653–1715), herzoglich Wolfenbüttel'scher und ab 1703 kgl. polnisch–kurfürstlich sächsischer Kammerpräsident, 1697 Reichsfreiherr
- Philipp von Imhoff (1702–1768), braunschweigischer Generalleutnant
- Gustaaf Willem Imhoff (1705–1750), Generalgouverneur von Niederländisch-Indien in Batavia aus der ostfriesischen Imhoff-Linie
- Christoph Andreas IV. Imhoff (1734–1807), Münzsammler, das von ihm begründete Münzkabinett ist die größte Nürnberger Münzsammlung im Germanischen Nationalmuseum.
- Christoph Adam Carl von Imhoff (1734–1788), Kolonialoffizier der Britischen Ostindien-Kompanie
- Luise Franziska Sophie von Imhoff, geborene von Schardt (1750–1803) war die jüngste Schwester der Charlotte von Stein
- Amalie von Imhoff, verh. Helvig (1776–1831), spielte u. a. am Weimarer Musenhof eine Rolle
- Gustav von Imhoff (1793–1875), preußischer Generalmajor
- Sigmund von Imhoff (1881–1967), bayerischer Polizeioffizier und Generalmajor der Abwehr, spielte 1923 eine Rolle bei der Niederschlagung des Hitlerputsches
- Christoph Freiherr von Imhoff (1912–1986), Redakteur, Schriftsteller (Pseudonym: Christian C. Walther), Sohn von Anna Imhoff, geborene Walther, und des Graphikers Hans von Imhoff[8][9]

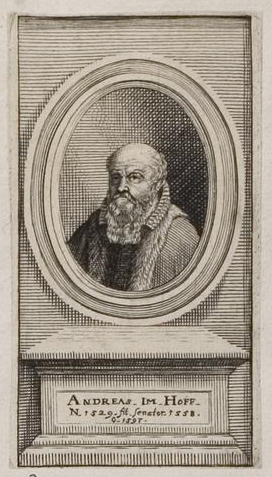
Andreas I. Imhoff (1491–1579), Handelsherr, Reichsschultheiß
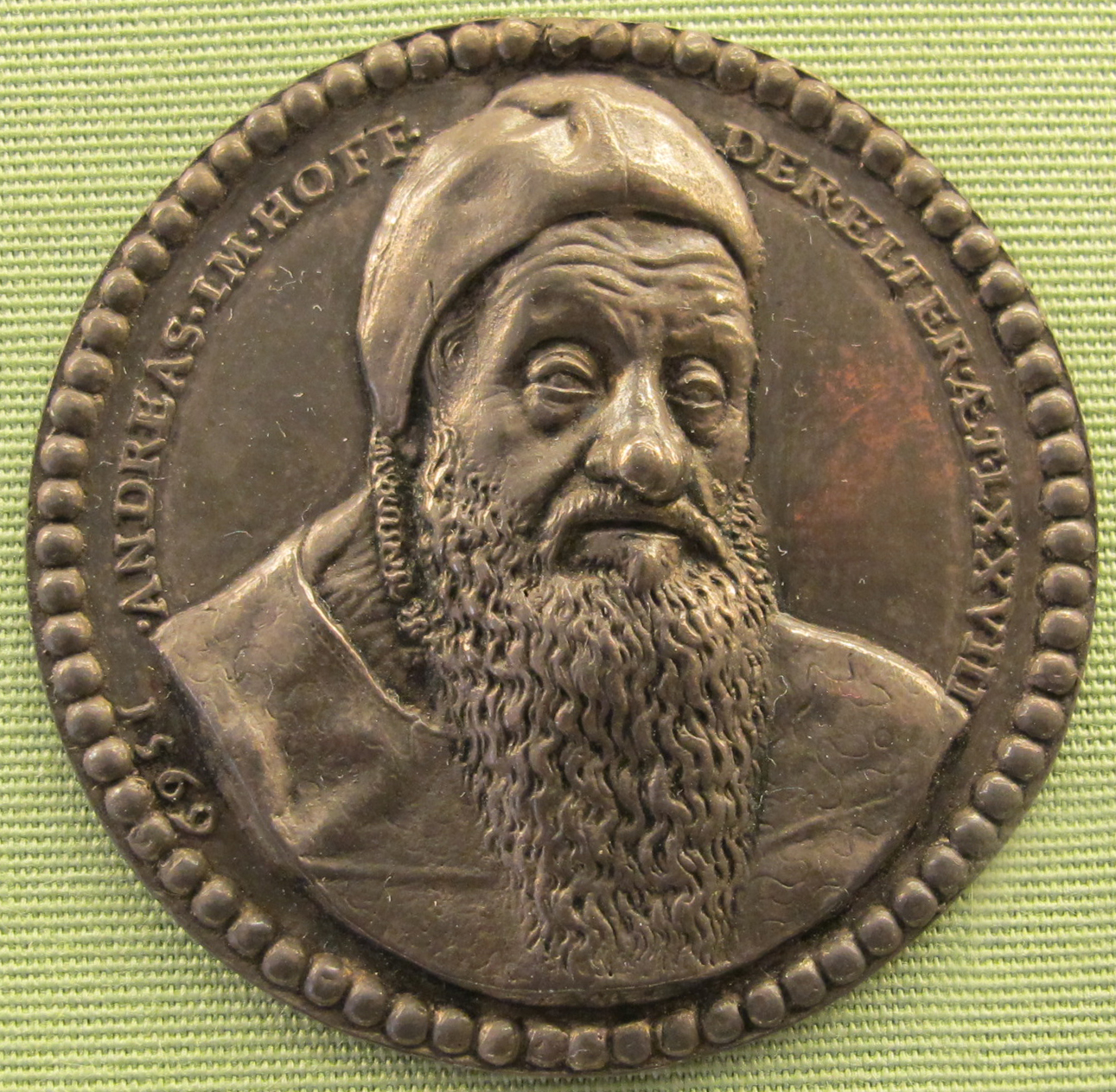
Andreas I. auf einer Medaille von Valentin Maler 1569
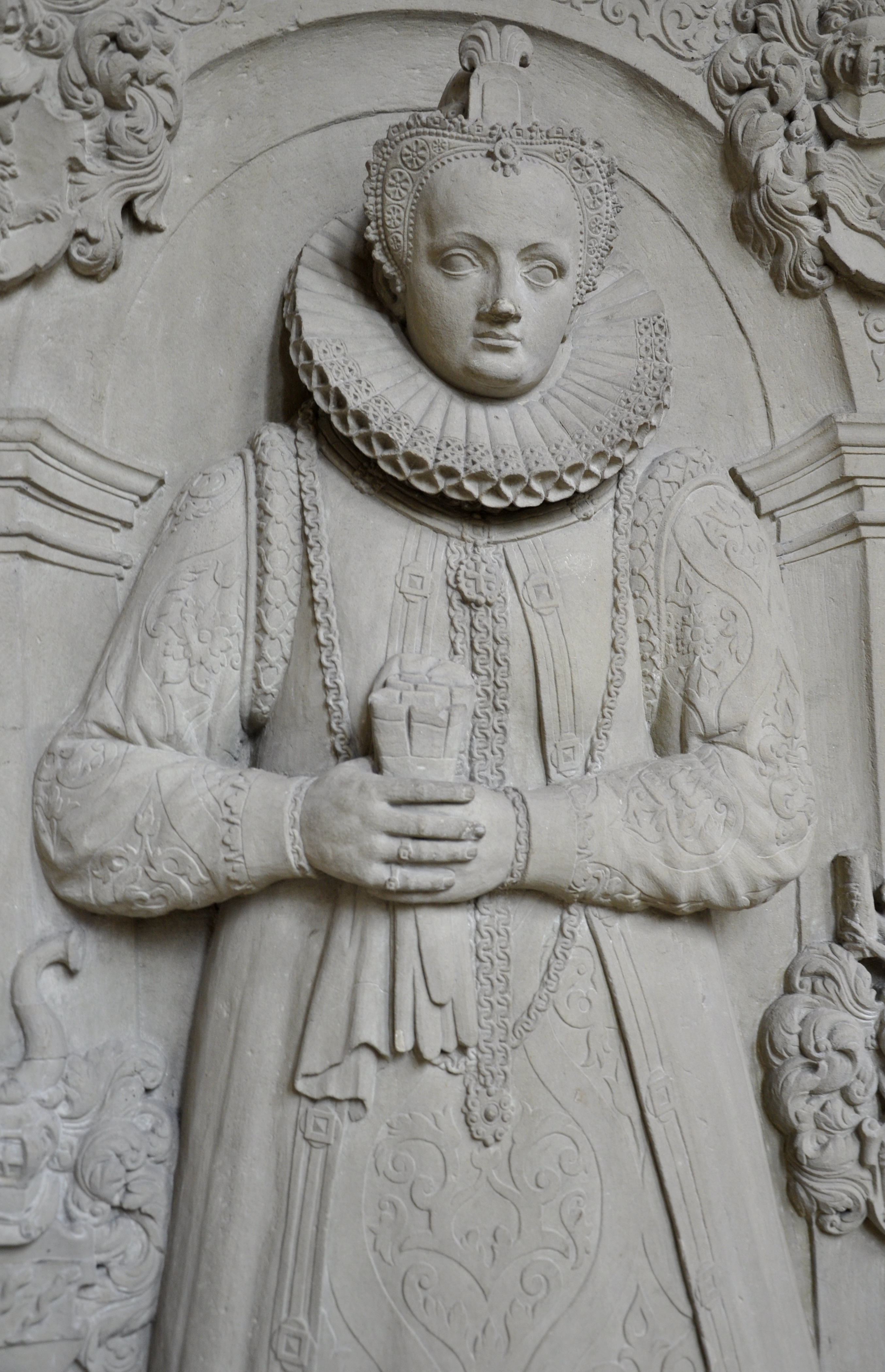
Anna Clara Imhoff, geb. Reinbold († 1599)
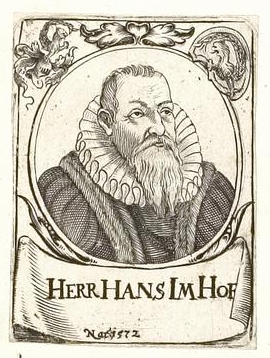
Hans Imhoff (* 1572), Patrizier
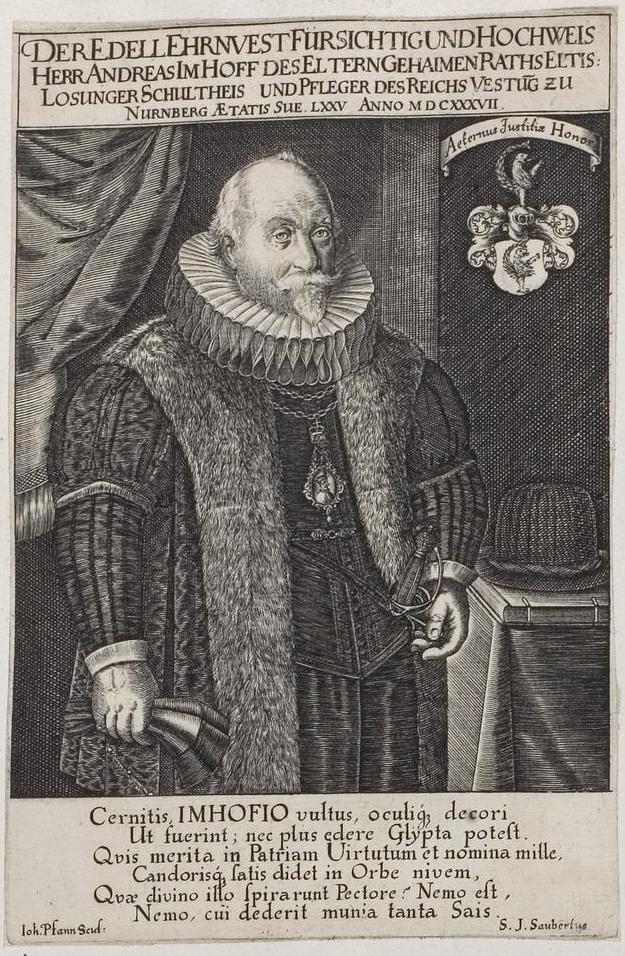
Andreas Imhoff (1572–1637), Ratsherr und Schultheiß
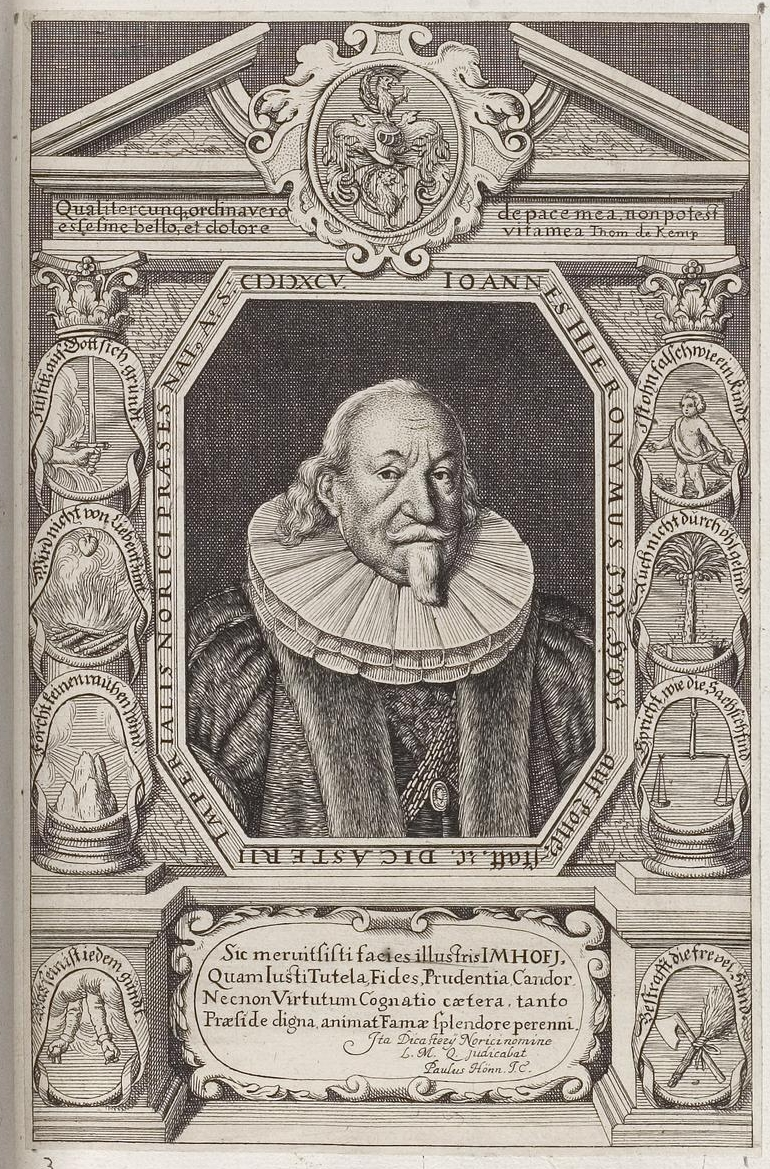
Johann Hieronymus Im Hof (1598–1663), Stadtrichter
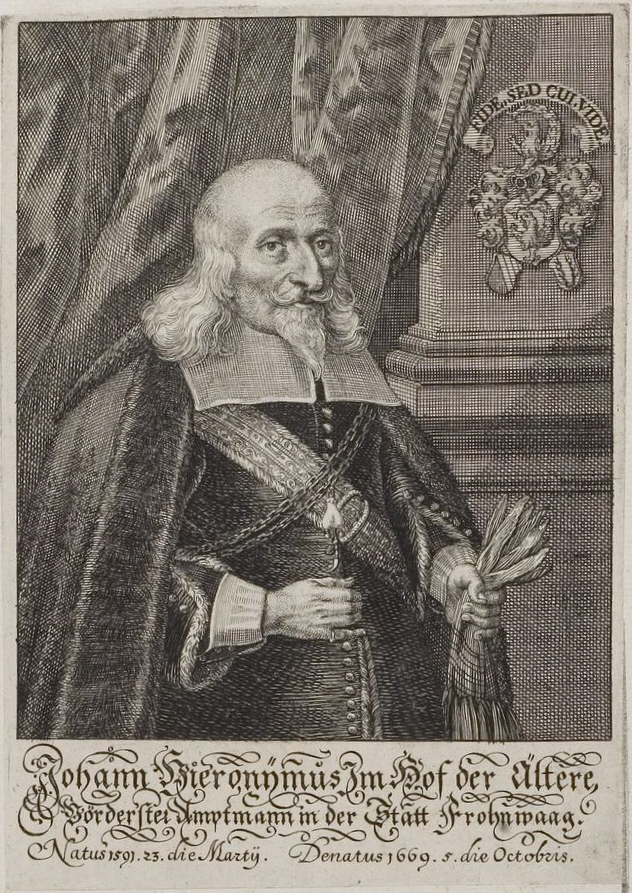
Johann Hieronymus Imhof (1591–1669), Vorderster Frohnwaags-Amtmann
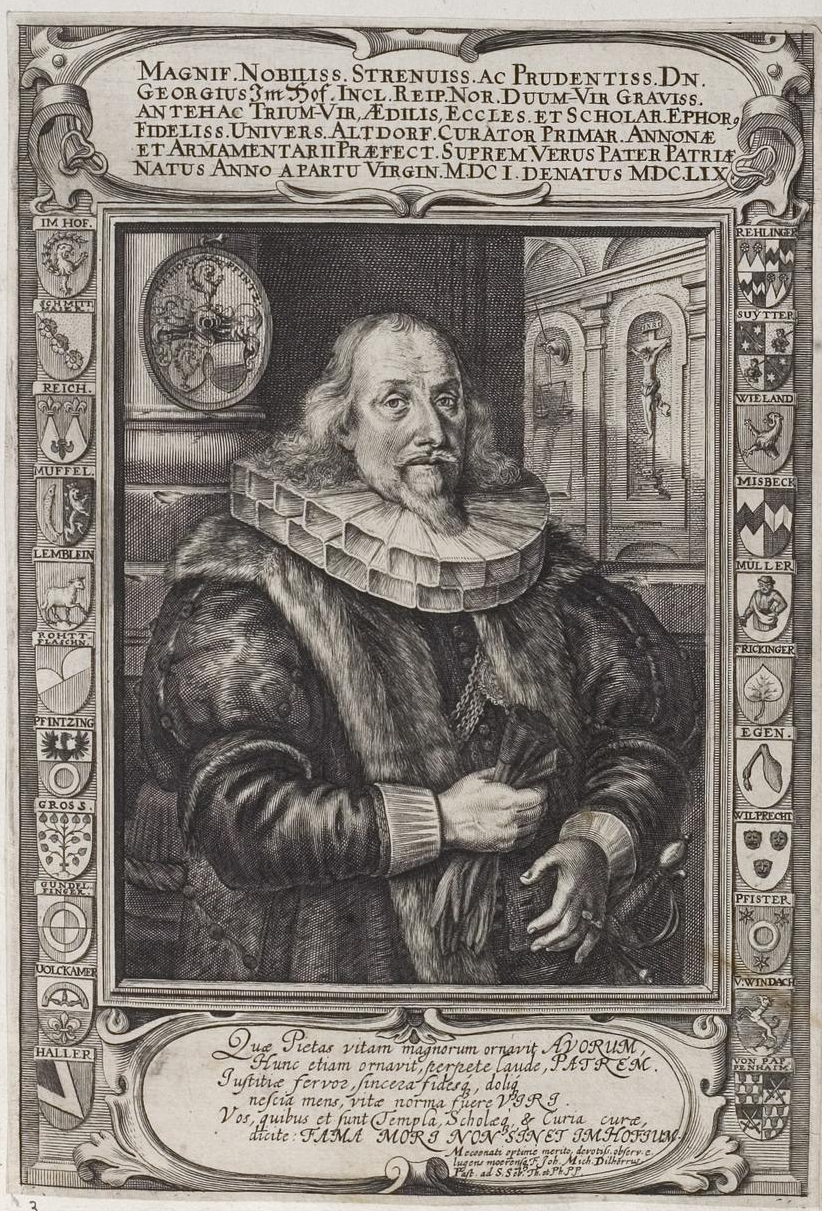
Georg von Im Hof (1601–1659), Ratsherr
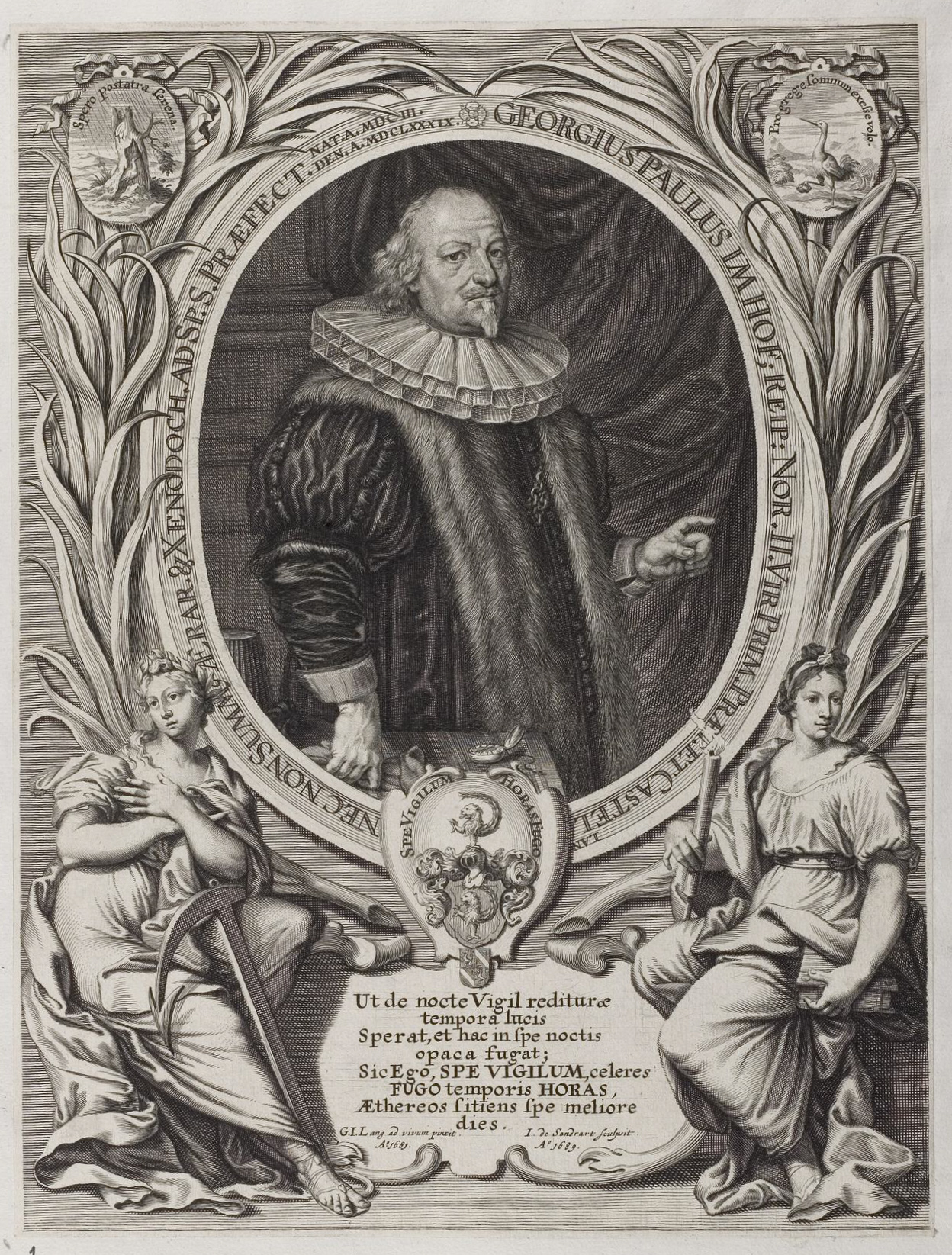
Georg Paulus Imhof (1603–1689), Bürgermeister, Vorderster Losunger, letzter Handelsherr des Imhoffschen Handelshauses
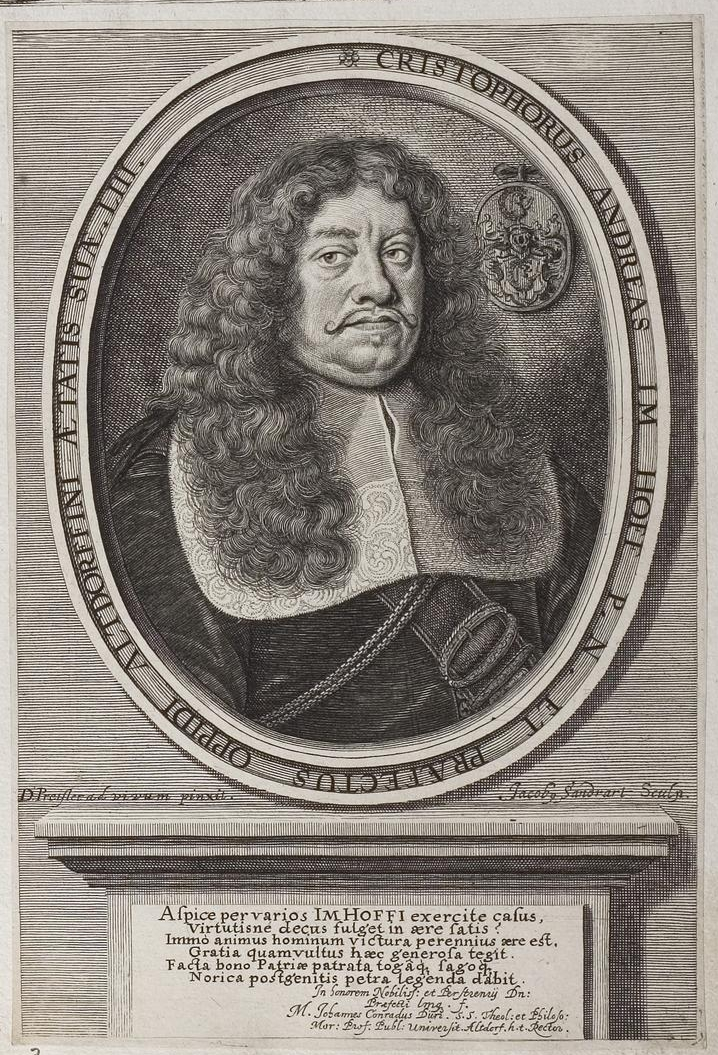
Christoph Andreas Im Hoff (1608–1683), Präfekt in Altdorf
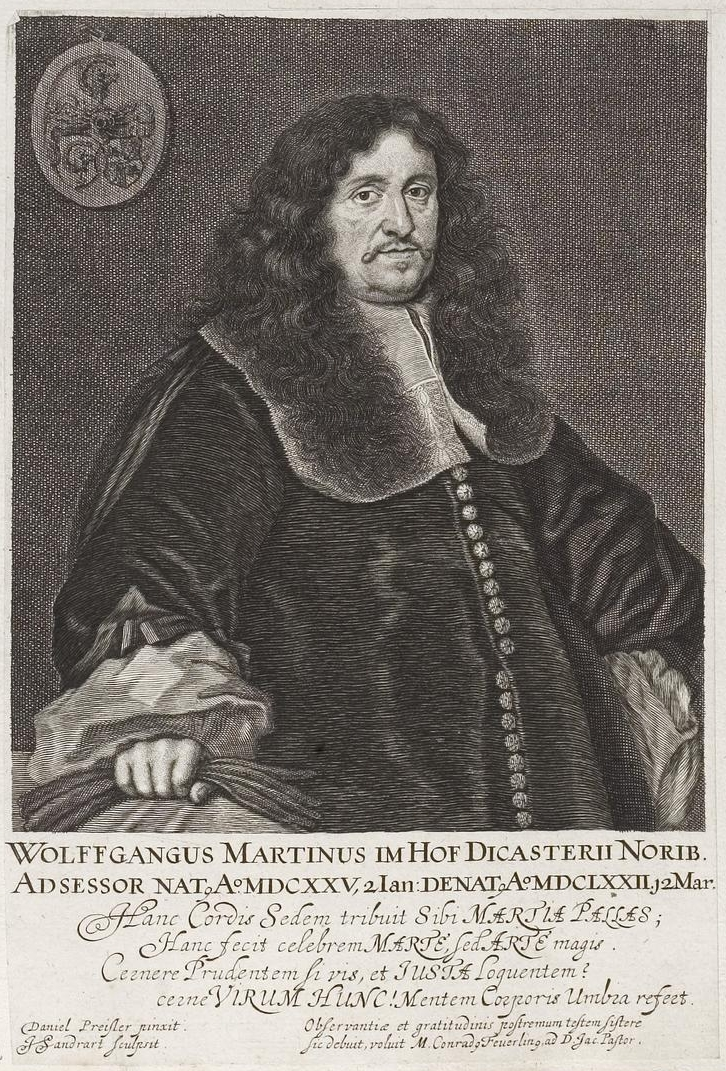
Wolfgang Martin Im Hof (1625–1672), Assessor am Stadtgericht
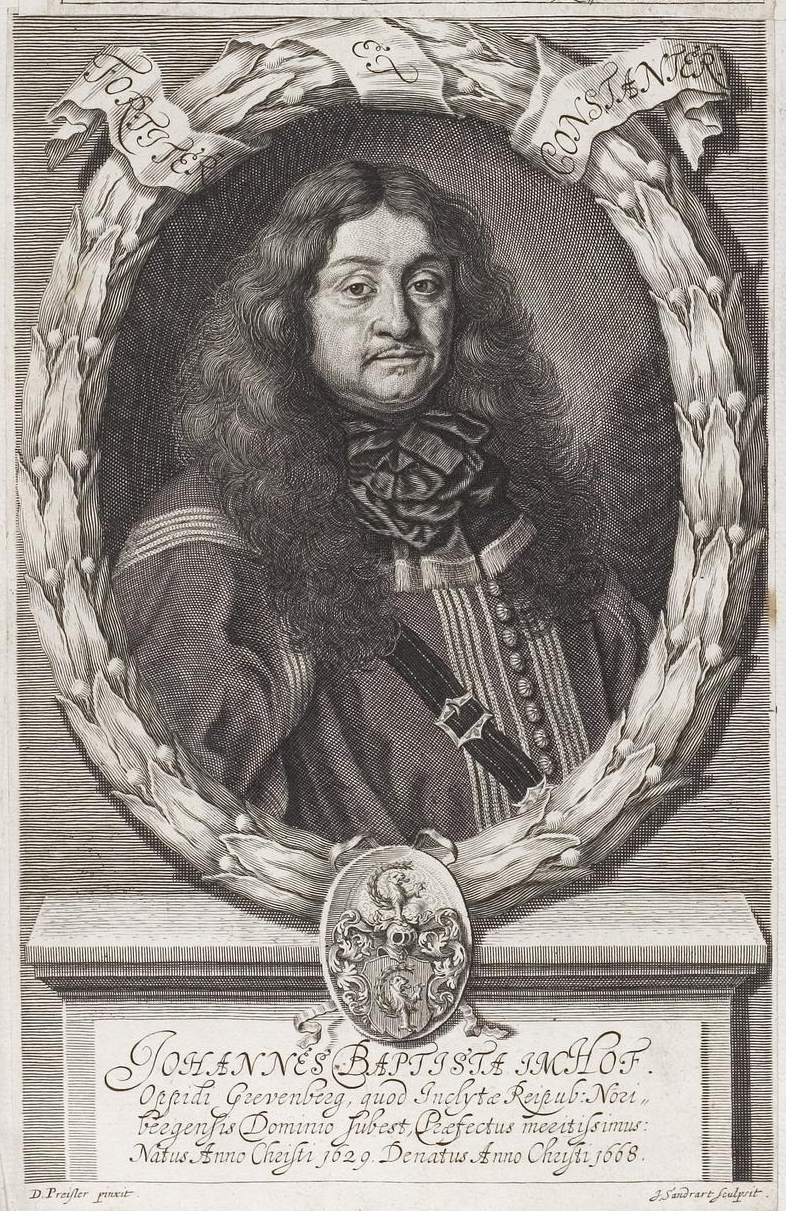
Johann Baptist Imhoff (1629–1668), Pfleger in Gräfenberg
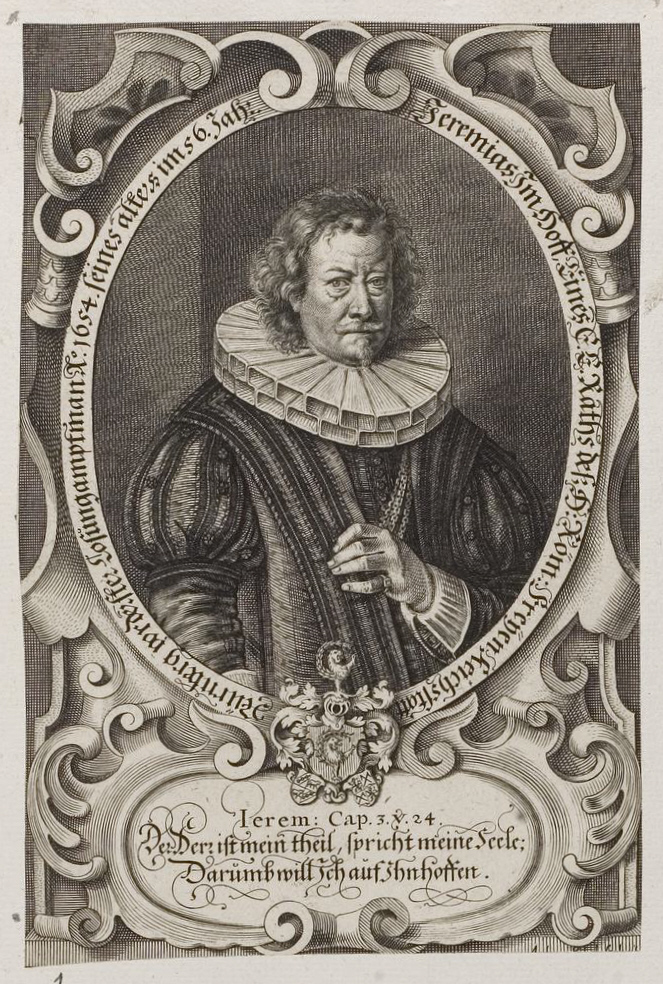
Jeremias Imhof († 1654), Losunger
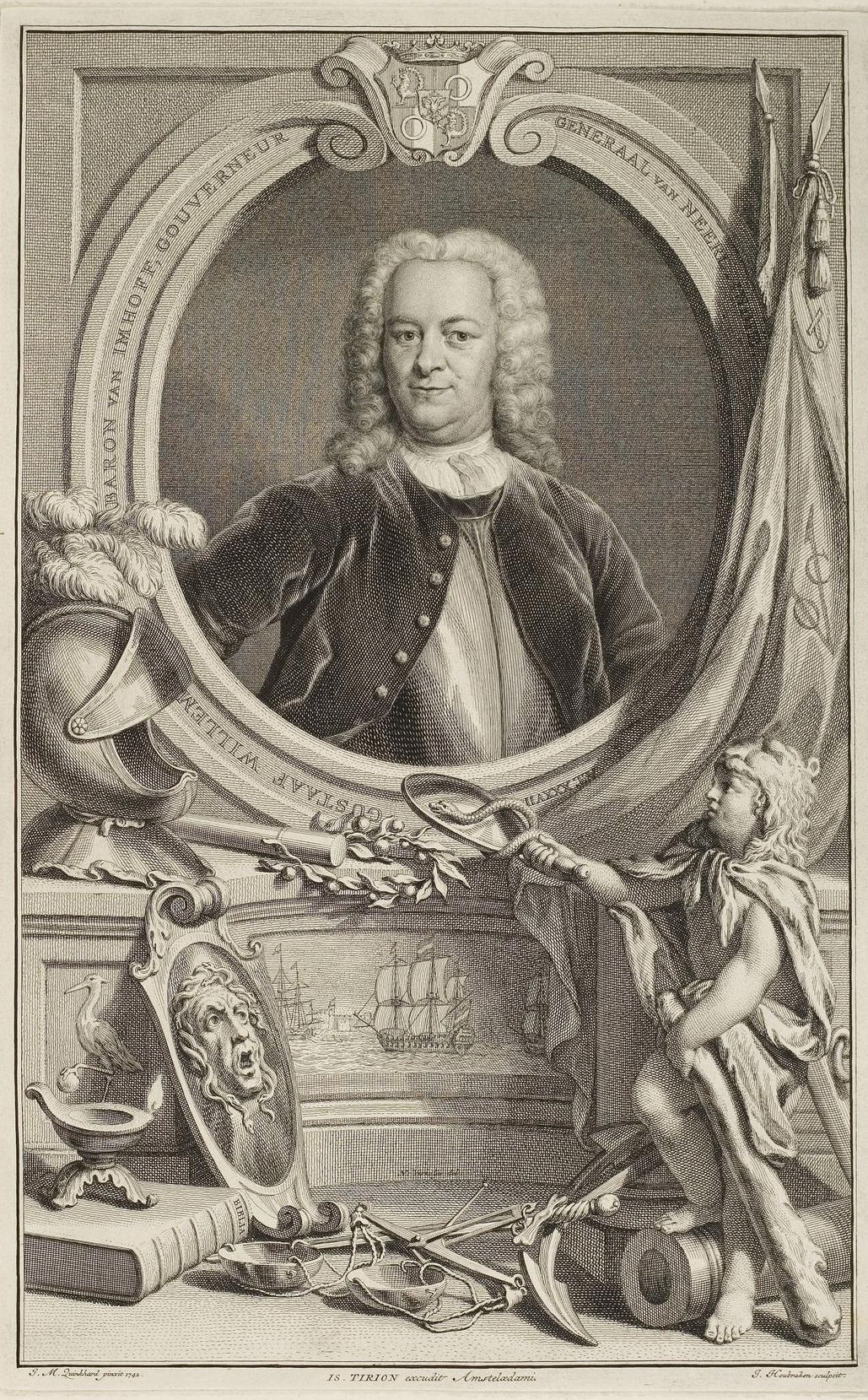
Gustaaf Willem van Imhoff (1705–1750), Generalgouverneur von Niederländisch-Indien

## Ehemalige Besitzungen (Auszug)
In und um Nürnberg herum hatten die Imhoff große Besitzungen. Ihr Nürnberger Stammhaus lag in der Nähe der Lorenzkirche und ihr Handelshaus, das im Zweiten Weltkrieg zerstörte Imhoffhaus am Egidienplatz 25/27, lag direkt neben dem Pellerhaus; es stammte wohl aus dem 16. Jahrhundert, wurde 1791 zu klassizistischer und 1827 zu neugotischer Form umgebaut. 1957 wurde an der Stelle des Imhoffhauses und des Pellerhauses ein Neubau in moderner Form errichtet.
Als weiteren Besitz hatten sie unter anderem:
- ????-???? das Imhoffsche Haus in der Tucherstraße 20,
- 1376/78–1404 Schwarzenbruck
- ????–1497 den (später) „Dietherrschen“ oder „Pömer'schen Sitz“ in Erlenstegen
- 1441–???? das Gehöft Trebgast, heute: Sankt Johannis (Bayreuth)[10]
- 1449–1543/1736–1834 Flaschenhof
- 1502–1588 das Burgfriedschlösschen in Sündersbühl
- 1515–???? die Großweidenmühle
- 1544–1871 das Schlossgut Untermeitingen[11][12] – (Augsburger Linie)
- 1547–ca. 1750 das Imhoffschloss in Almoshof (Irrhainstraße 8)
- 1553–1607 Schloss Malmsbach mit Malmsbach
- 1561–1572 den Herrensitz Enzendorf bei Hartenstein
- 1566–1660 Gleißhammer, Schloss (heute: Zeltnerschloss) mit Hammermühle
- 1595–1825 die Hofmark Günzlhofen
- 1597–1728 der Herrensitz Schübelsberg in Nürnberg, Bismarckstraße 36
- 1600–1640 Schloss Spielberg bei Fürstenfeldbruck, zu dessen Hofmark Oberschweinbach gehörte – (Augsburger Linie)
- 1609–1677 das Pellerschloss in Fischbach
- 1621–1802 den Herrensitz Oberveilhof in Veilhof (vor 1840 zerstört)
- 1625–1785 das Schloss Mörlach bei Hilpoltstein, das Rokoko-Schloss 1775 von Christoph Adam Carl von Imhoff anlässlich seiner Vermählung mit Luise von Schardt erbaut.
- 1625–1754 die Stephansmühle und den Herrensitz in Hofstetten (Roth)
- 1664–1803 Helmstadt und Höfen bei Würzburg
- 1666–1796 den Herrensitz Imhoffschloss in Ziegelstein
- 1666–1801 das „Hallerschloss“ in Mögeldorf, daneben 1691 der „Imhoff'sche Bau“ errichtet
- 1685–1805 das „Baderschloss“ in Mögeldorf (der Renaissance-Sitz 1795 spätbarock umgebaut)
- 1677–1680 einen Herrensitz in Steinbühl
- 1699–1709 den Herrensitz (Moritzbergstraße 50/52) in Laufamholz
- 1699–1724 Schloss Hohenprießnitz in Sachsen
- 1716–1763 das Imhoffschlösschen in Kalchreuth
- 1763–1937 Schloss Hohenstein bei Coburg, 1937 verkauft (die Ländereien jedoch bis heute im Besitz der Familie)
- 1781–1833 das Imhoffschlösschen in Erlenstegen
- ????–???? Geisslinghof (?)
- ????-heute Schloss Remlingen (Unterfranken)

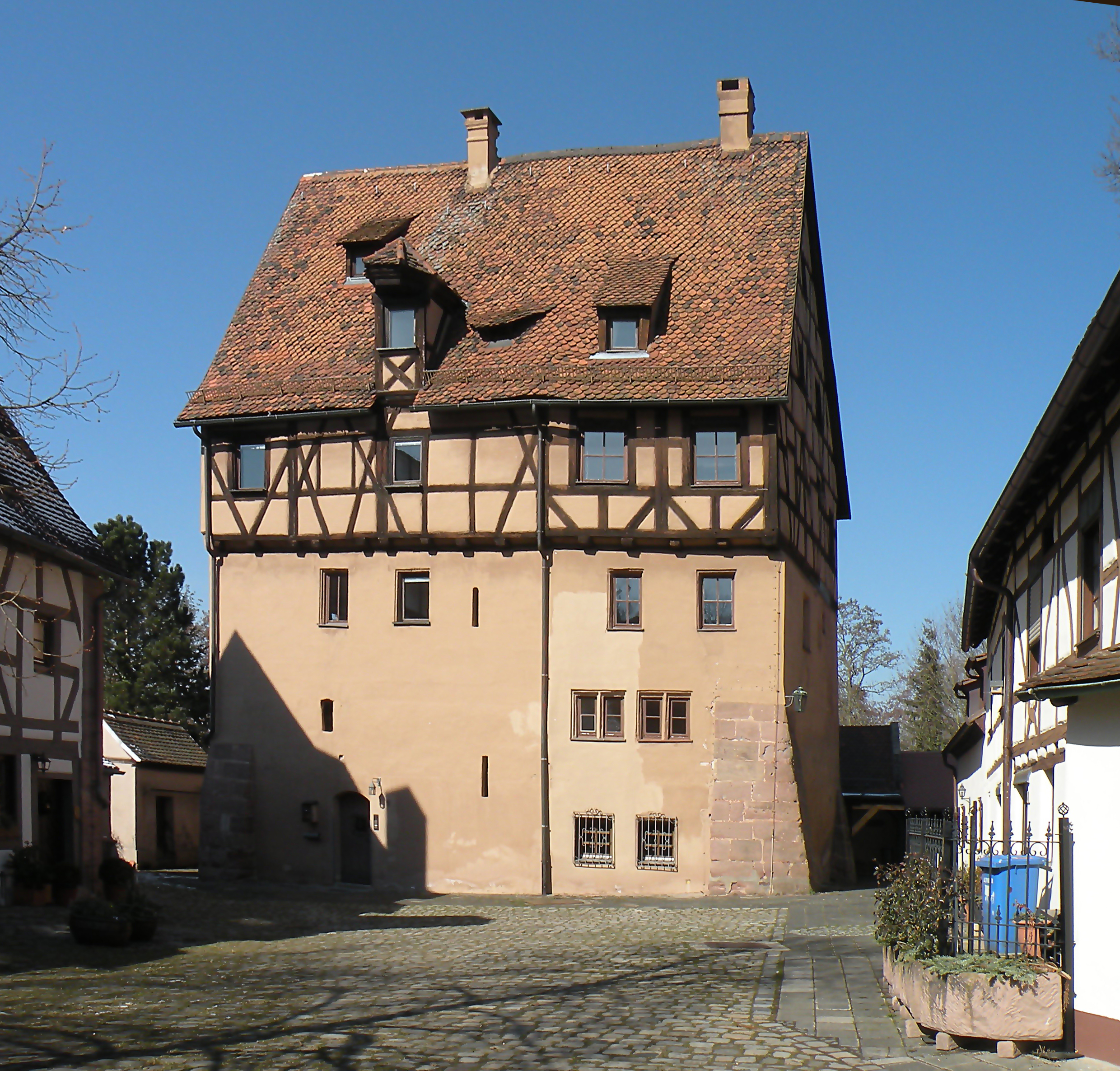
Haller-Schloss in Mögeldorf
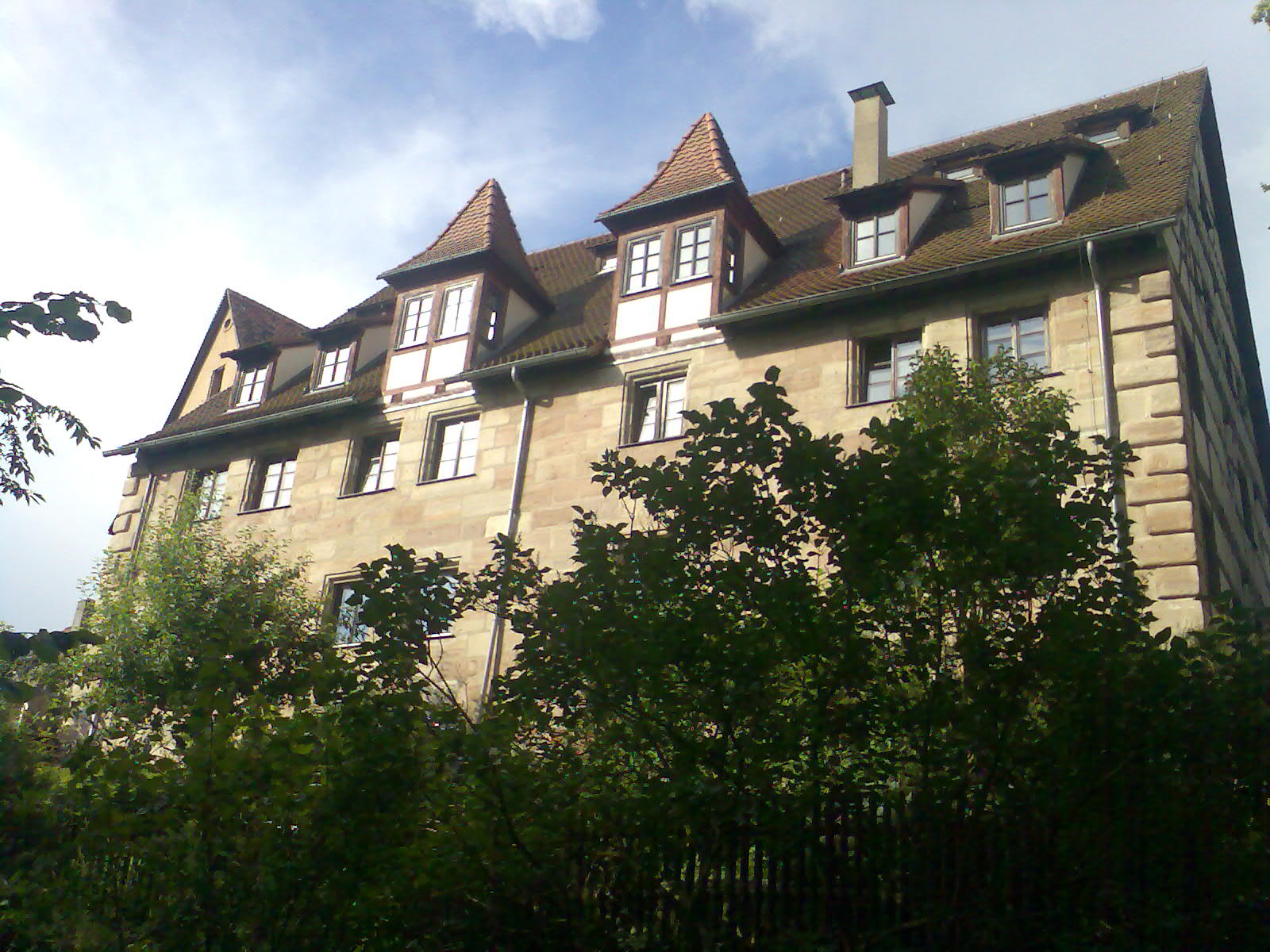
Imhoff'scher Bau in Mögeldorf
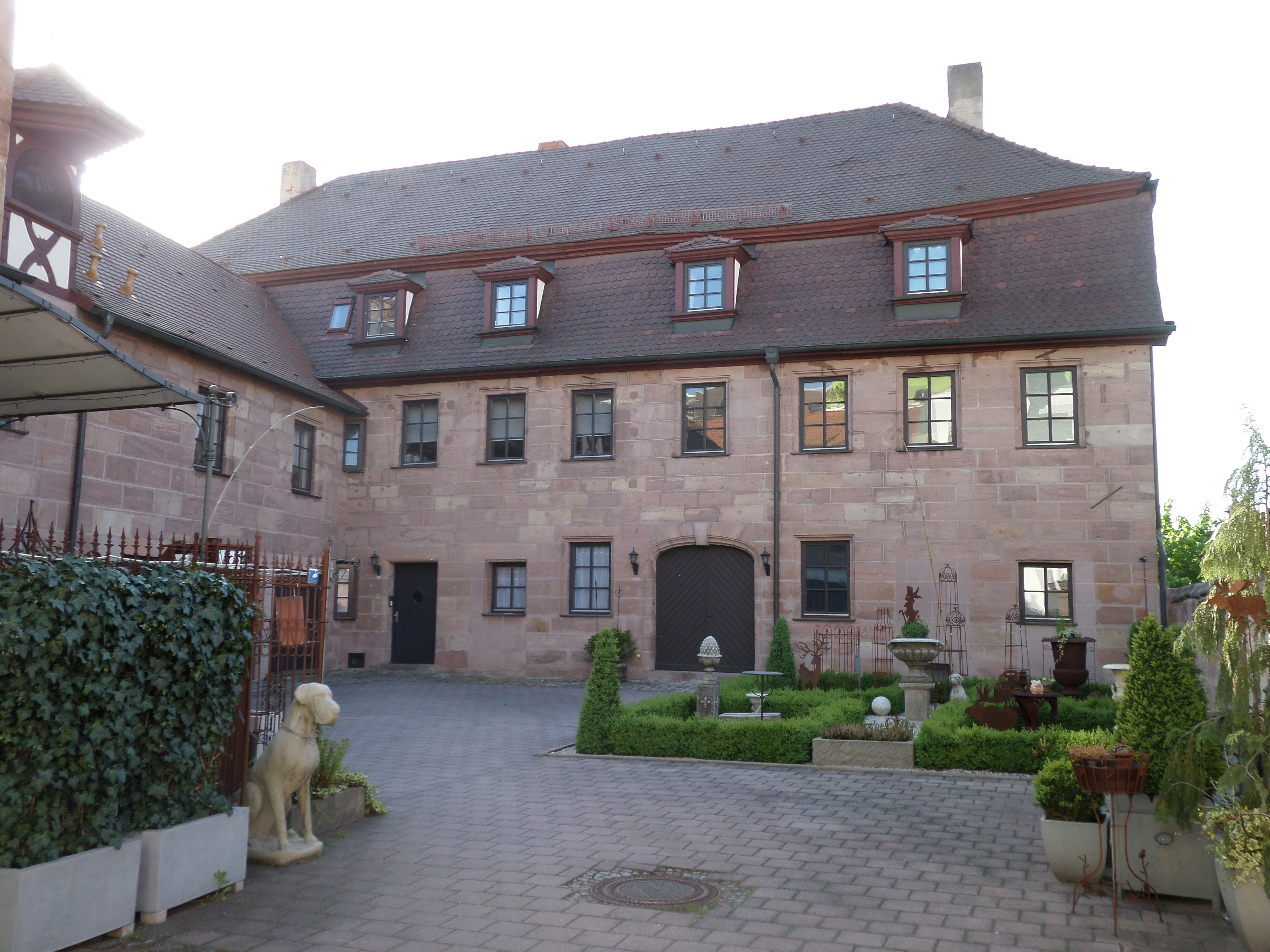
Baderschloss in Mögeldorf
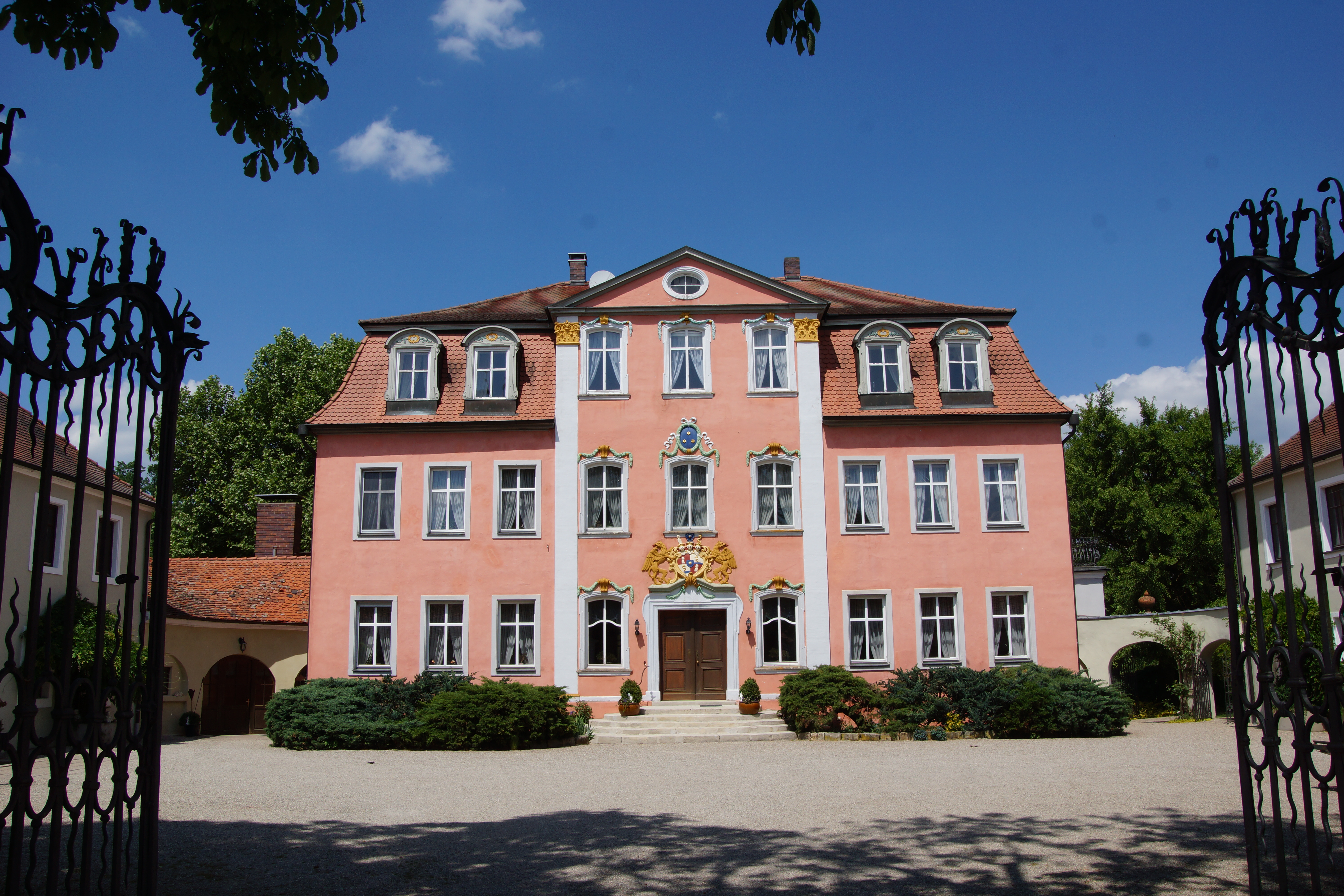
Schloss Mörlach
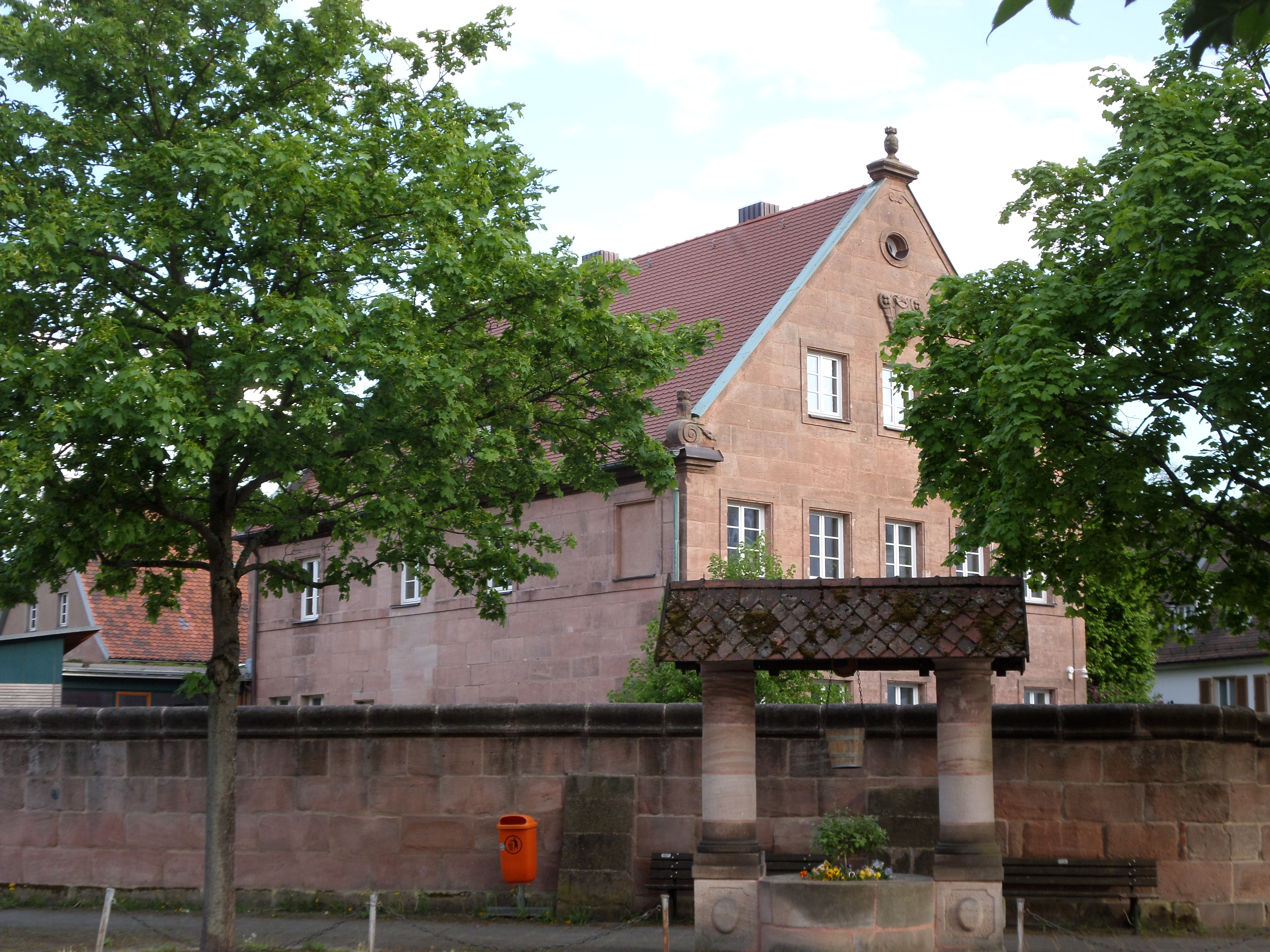
Herrensitz in Laufamholz
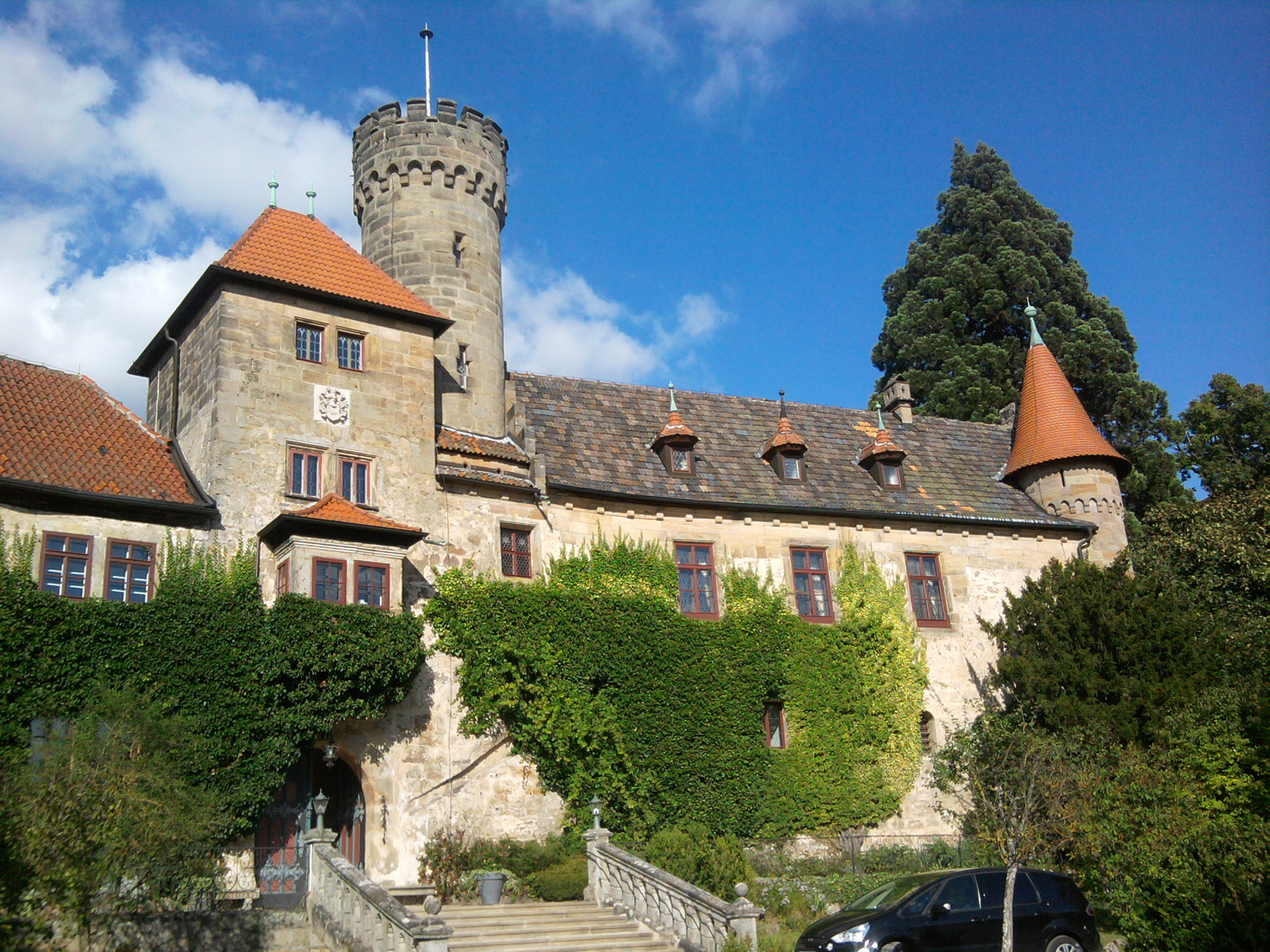
Schloss Hohenstein bei Coburg

## Wappen
Das Stammwappen zeigt in Rot das Vorderteil eines goldenen Löwen mit einem rückwärts nach oben gebogenen Fischschwanz (ein so genannter Seelöwe) und einer gespreizten linken Pranke. Auf dem Helm ist der Seelöwe wie auf dem Schild, hier mit roter Zunge. Die Helmdecken sind rot-golden.

### Historische Wappenbilder

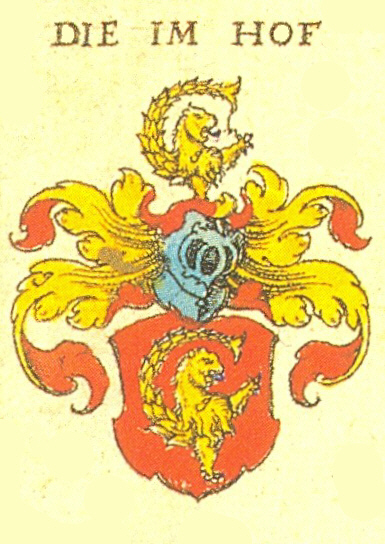
Das Wappen der Imhoff in Siebmachers Wappenbuch
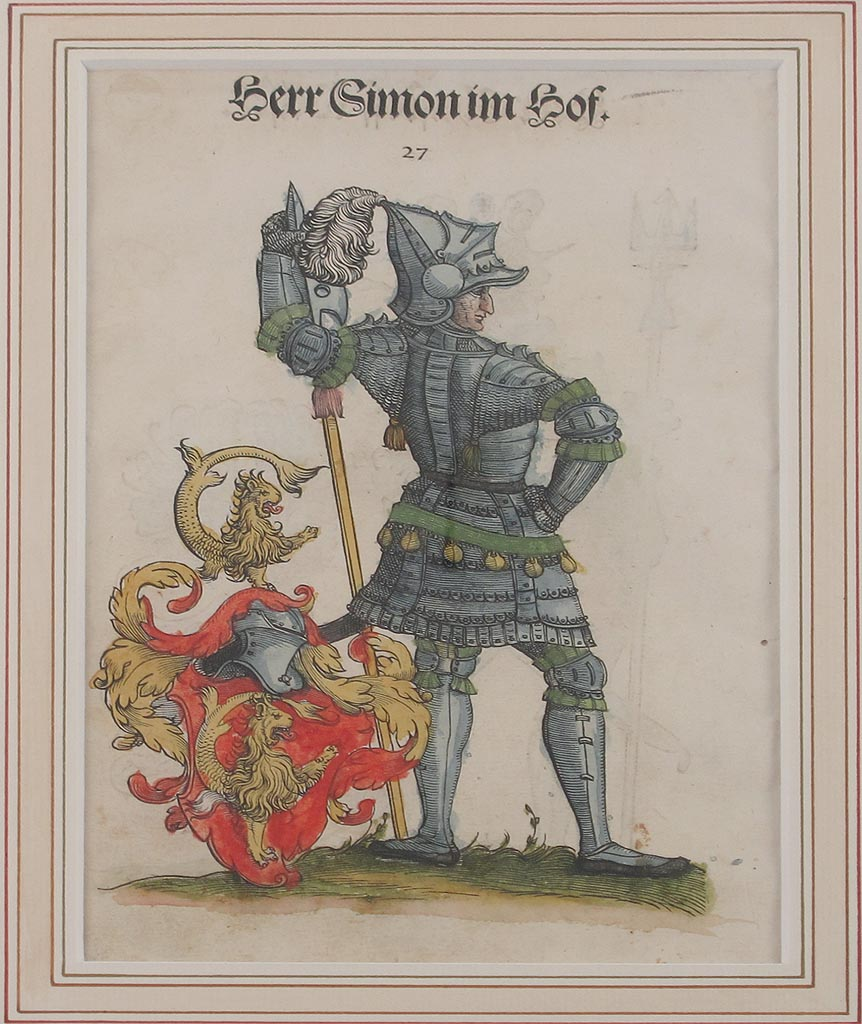
Augsburger Wappenbuch (Anfang 16. Jh.)
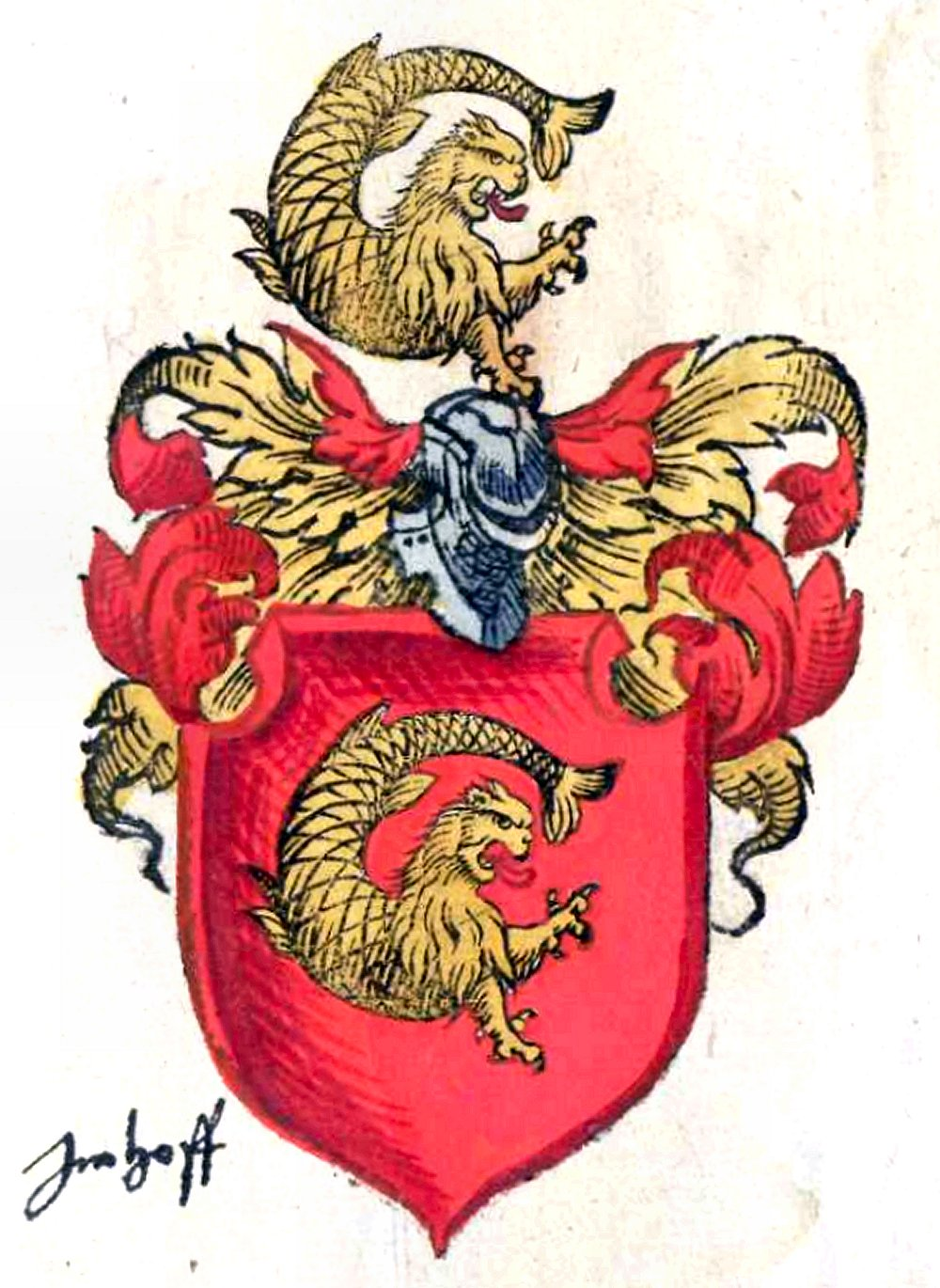
Römischer Kayserlichen / auch zu Hungern vnd Behaimb / Königlichen Mayestat Wappen, 1578
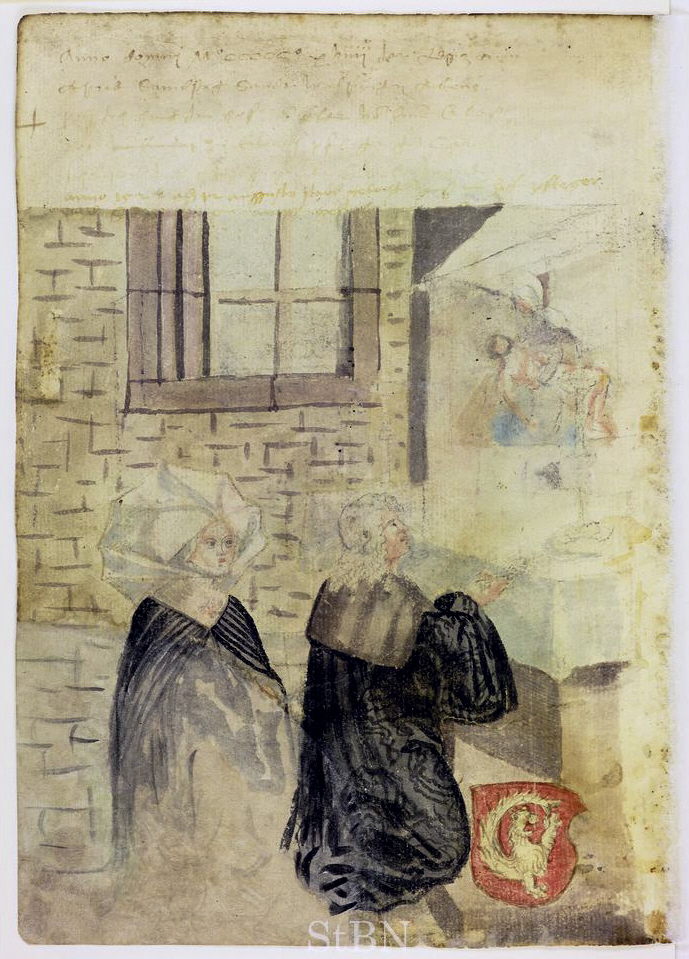
Hans Imhoff, Pfleger der Mendelschen Zwölfbrüderstiftung, mit seiner Ehefrau Katharina geb. Muffel († 1536)
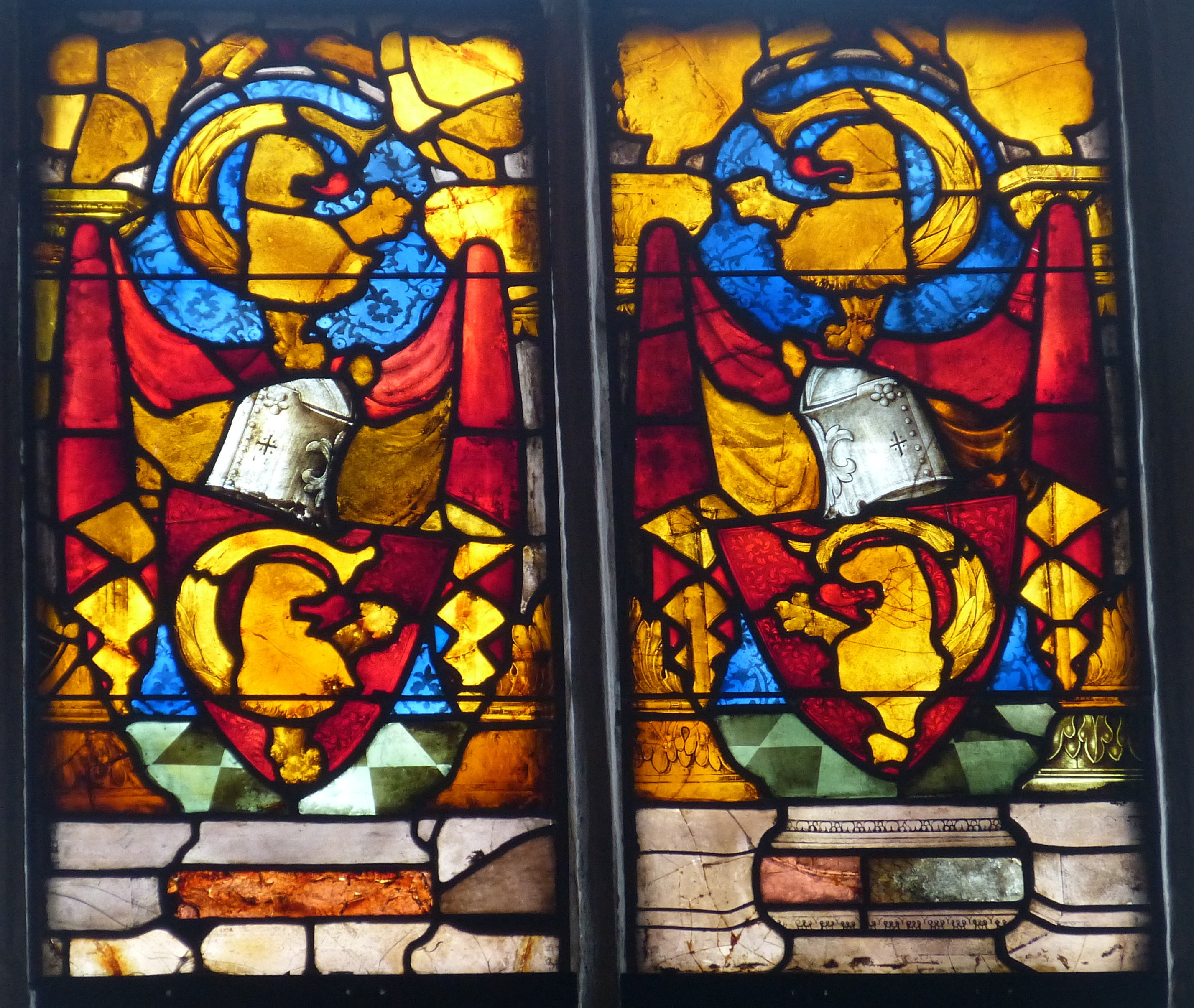
Wappenscheibe Lorenzkirche (15./16. Jh.)
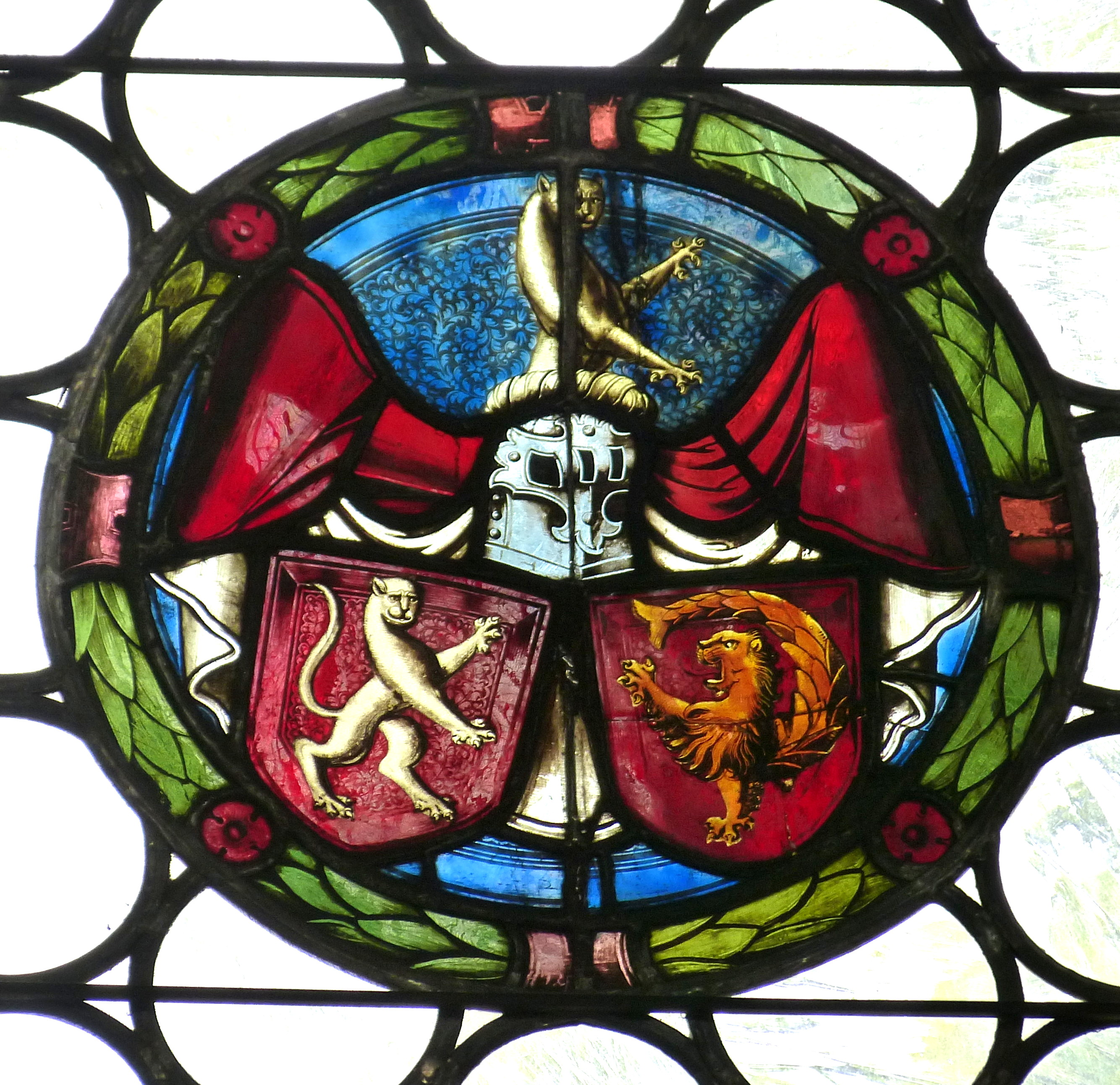
Wappenscheibe Tetzel/Imhoff, Lorenzkirche
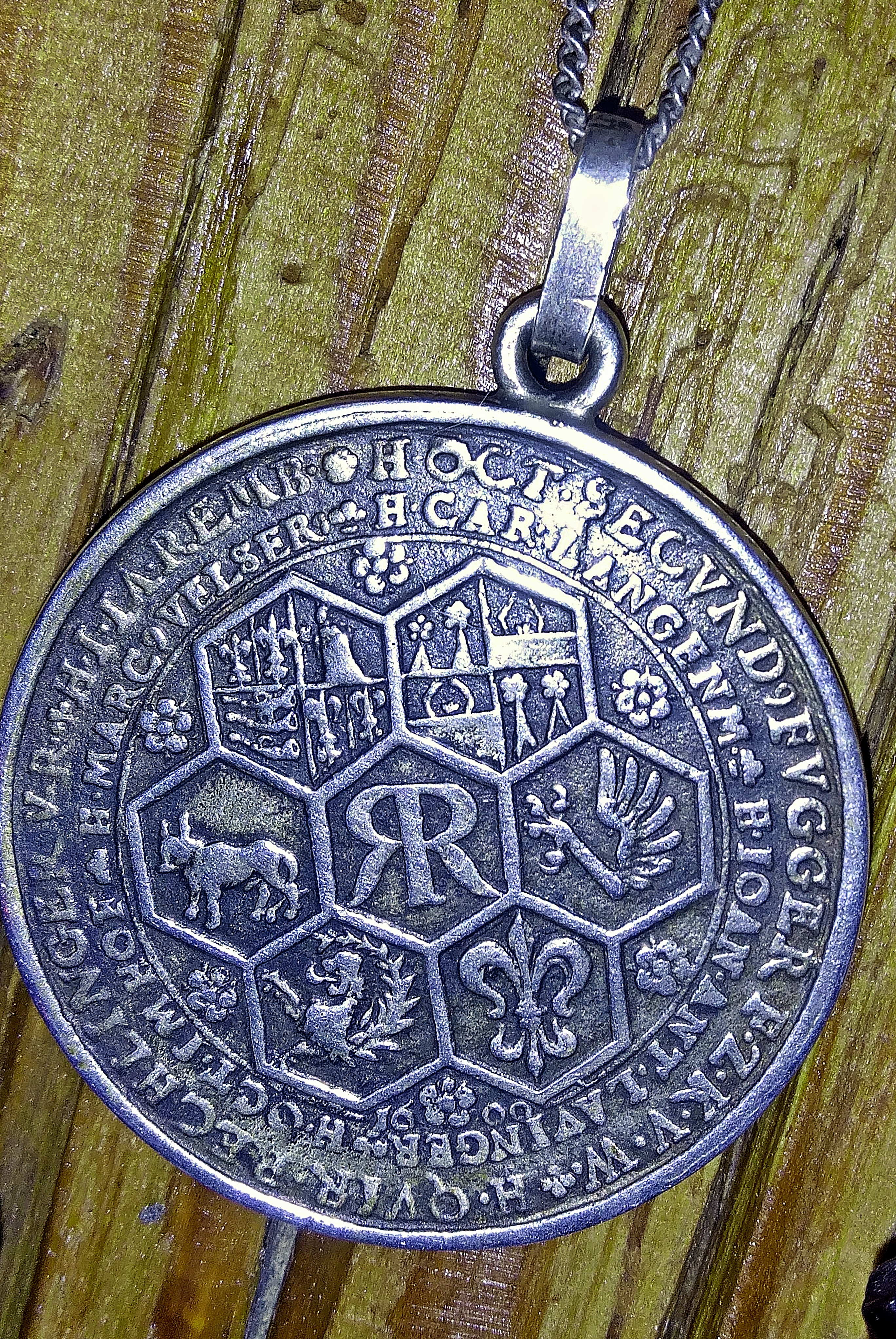
Augsburger Ratsmedaille von 1600, unten links Imhoff-Wappen
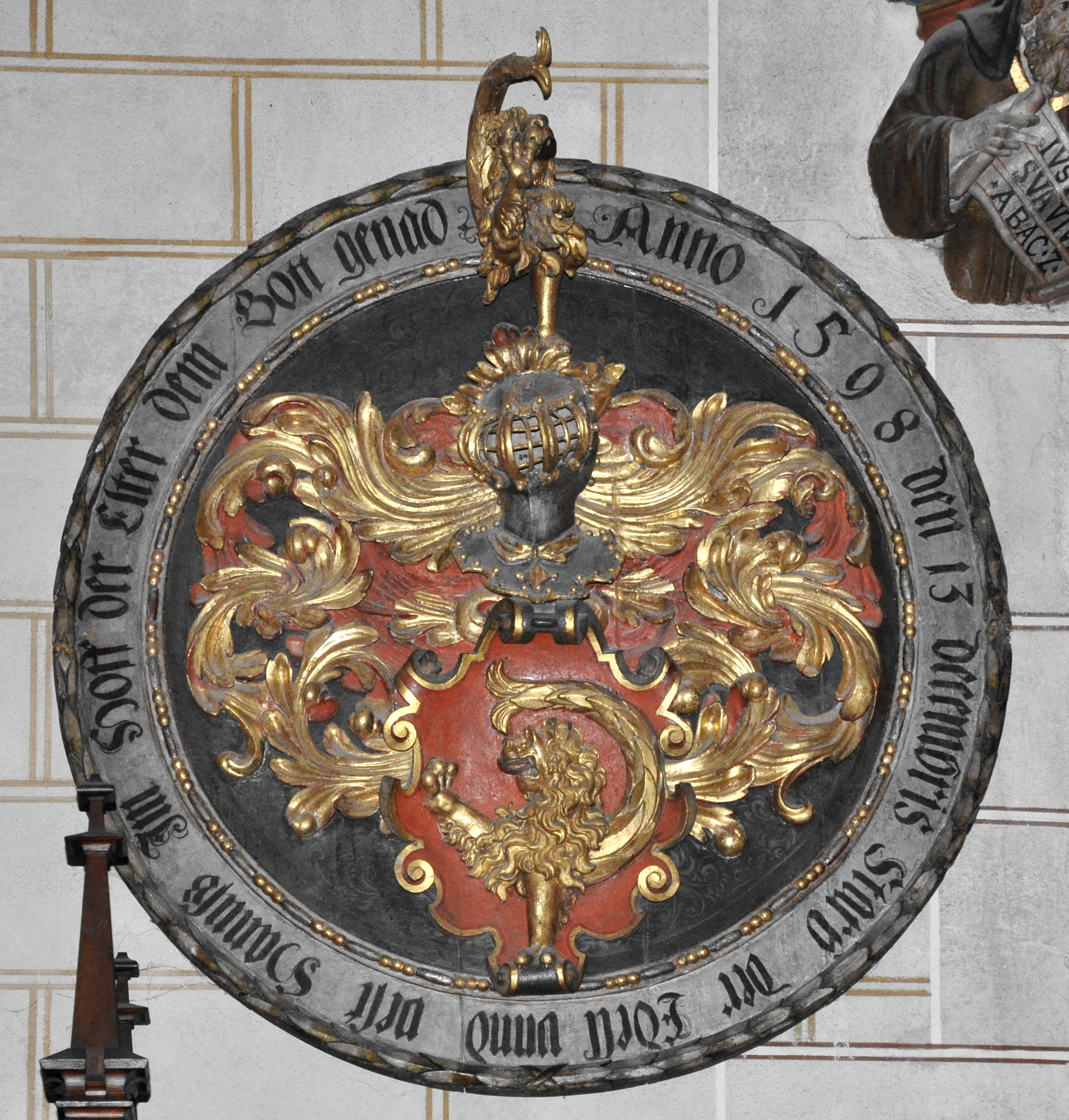
Epitaph für Hans Imhoff († 1598) in St. Amandus (Bad Urach)
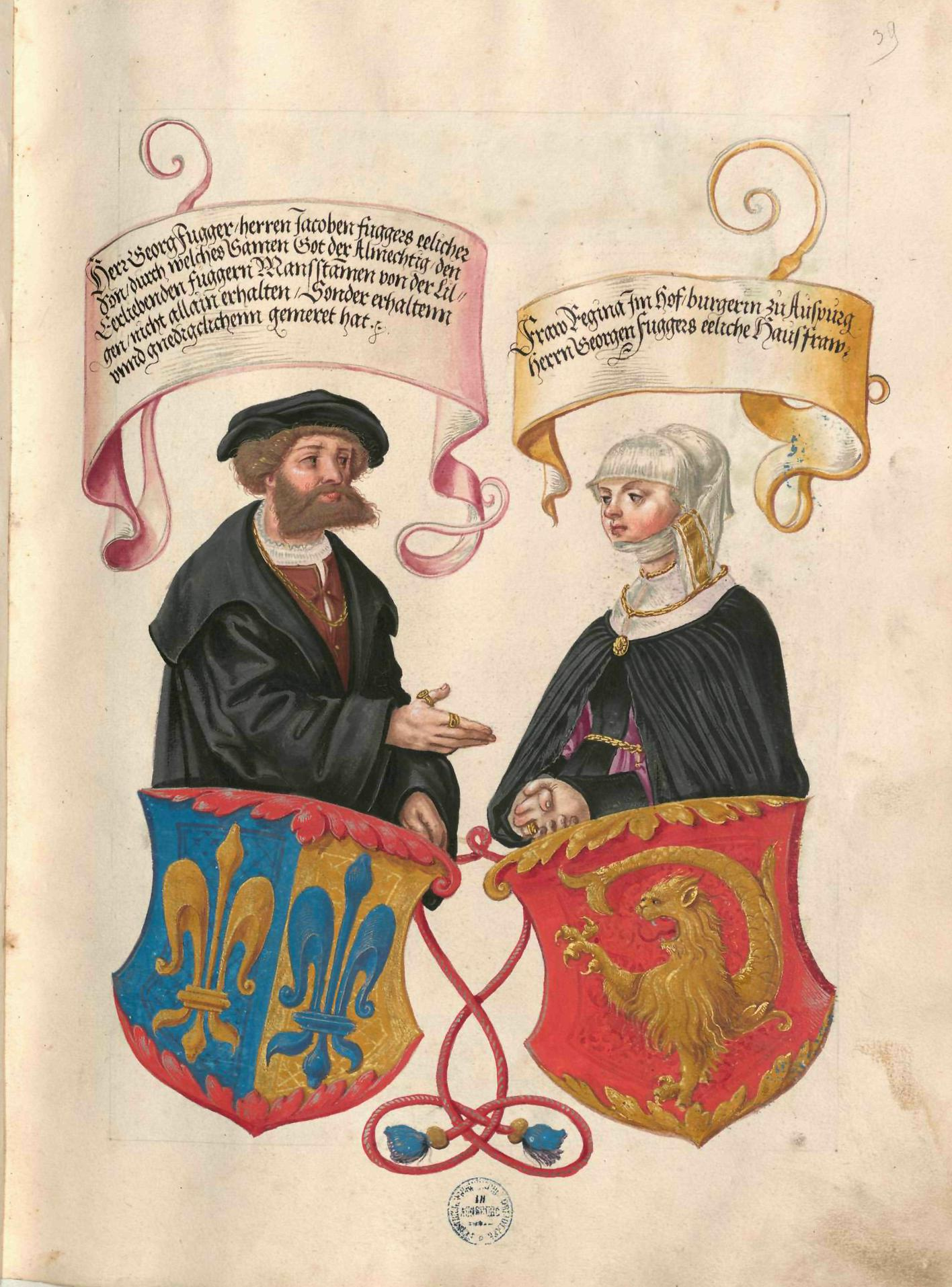
Georg Fugger und Regina Im Hof (um 1545)
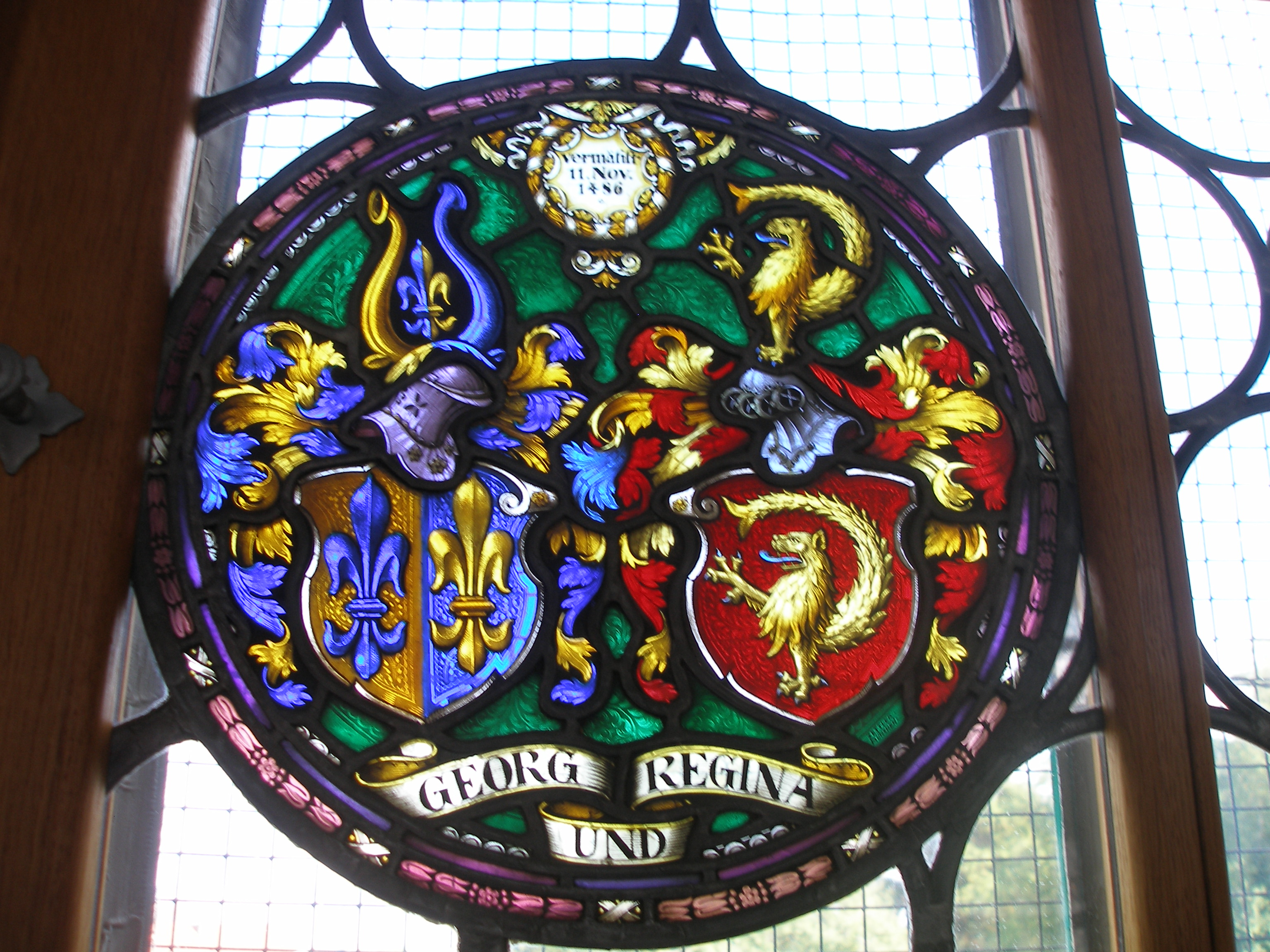
Allianzwappen Georg Fugger und Regina Im Hof
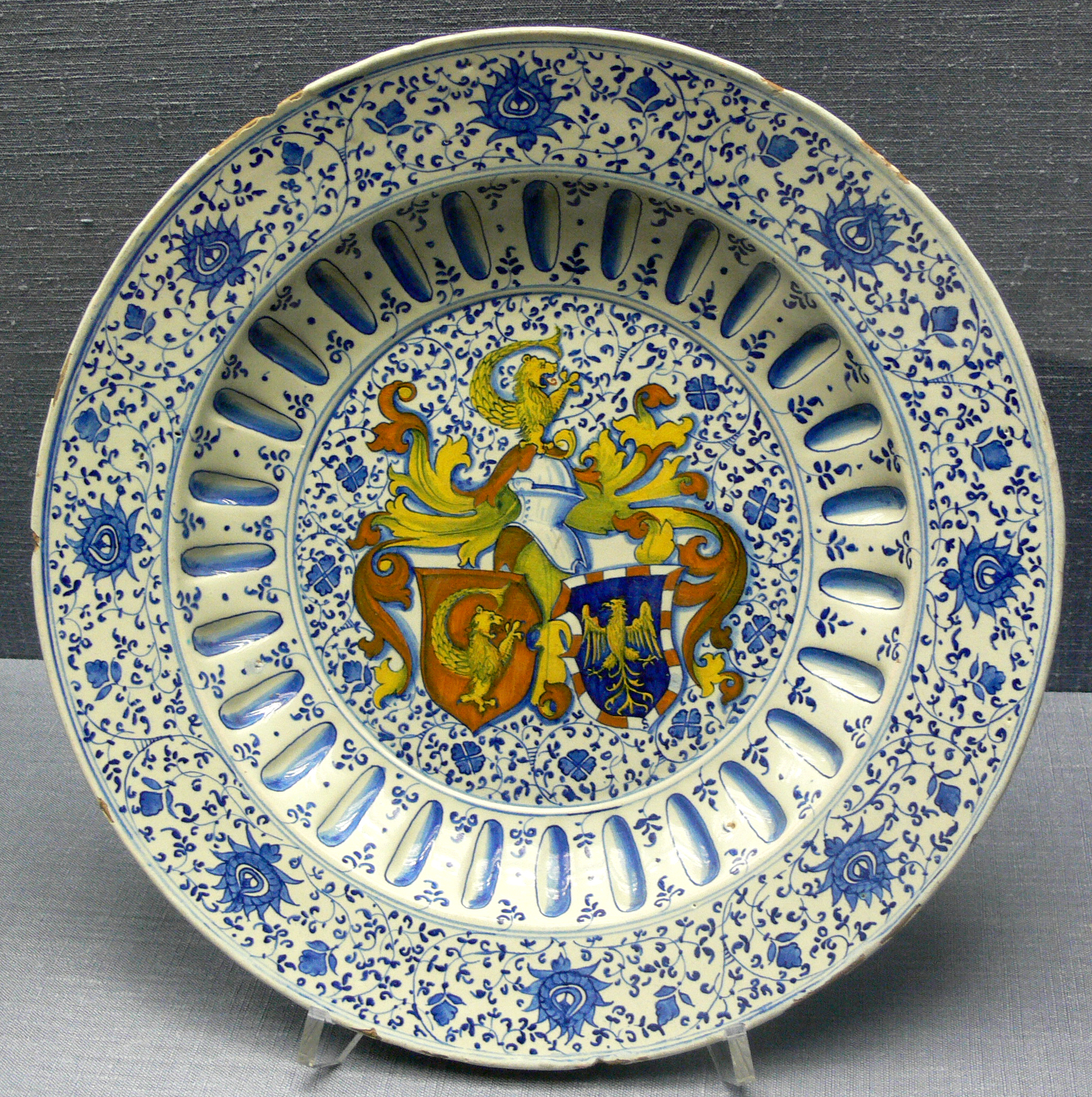
Schüssel mit Allianzwappen Imhoff und Schlaudersbach
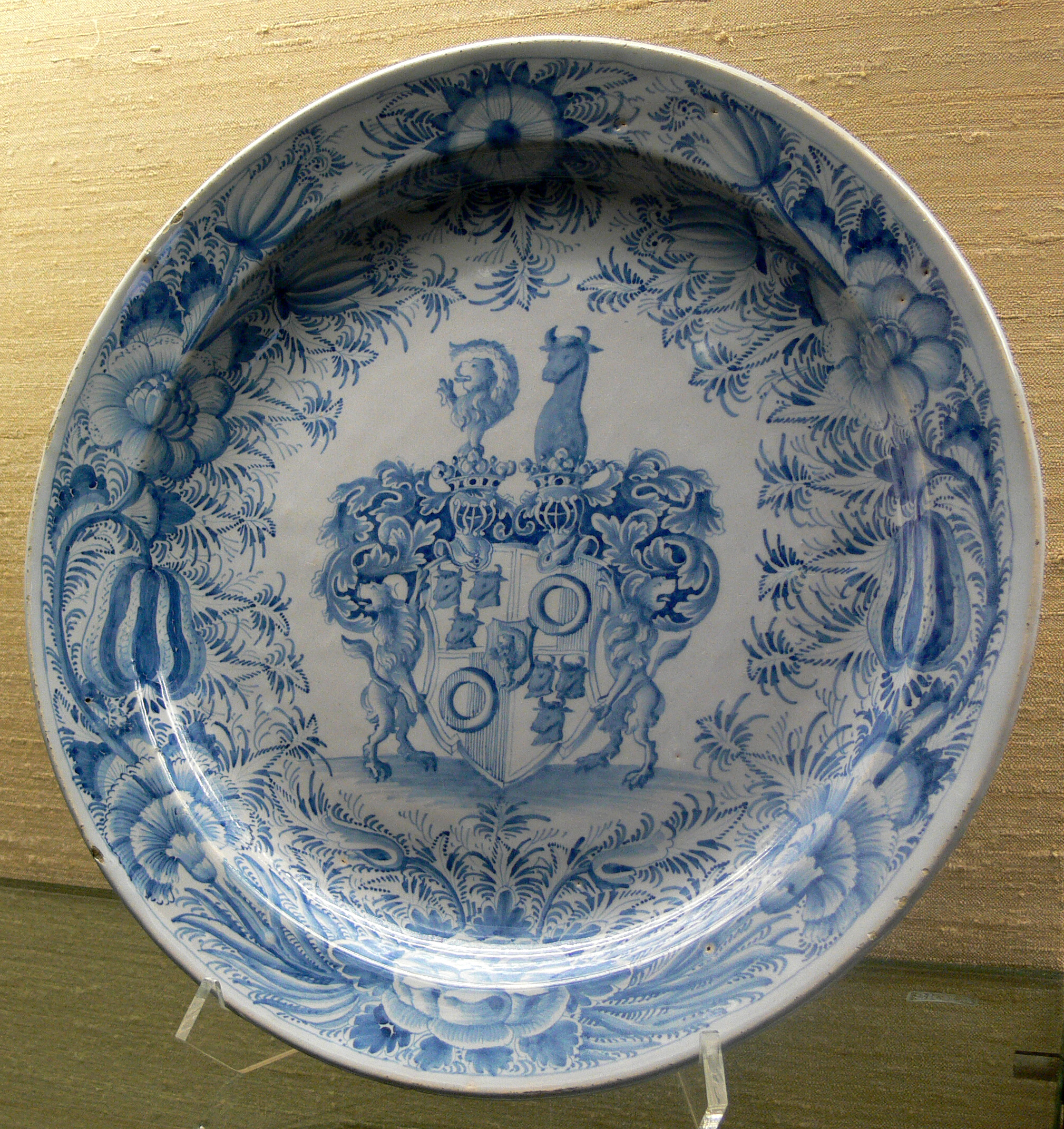
Teller mit Imhoff-Wappen (18. Jh.)
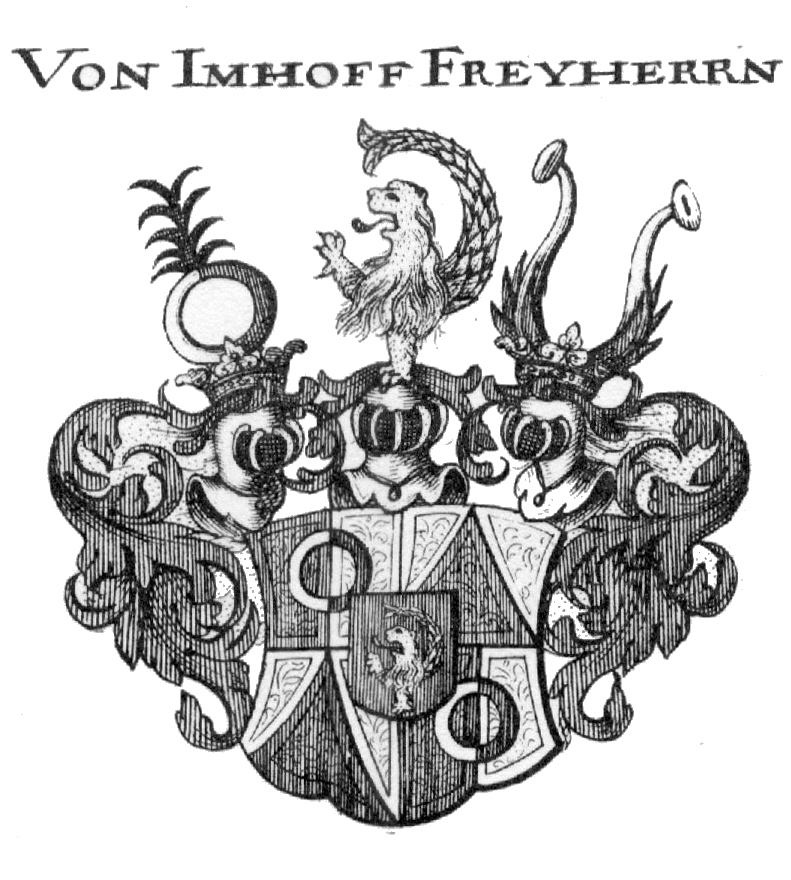
Wappen der Augsburger Freiherren von Imhoff
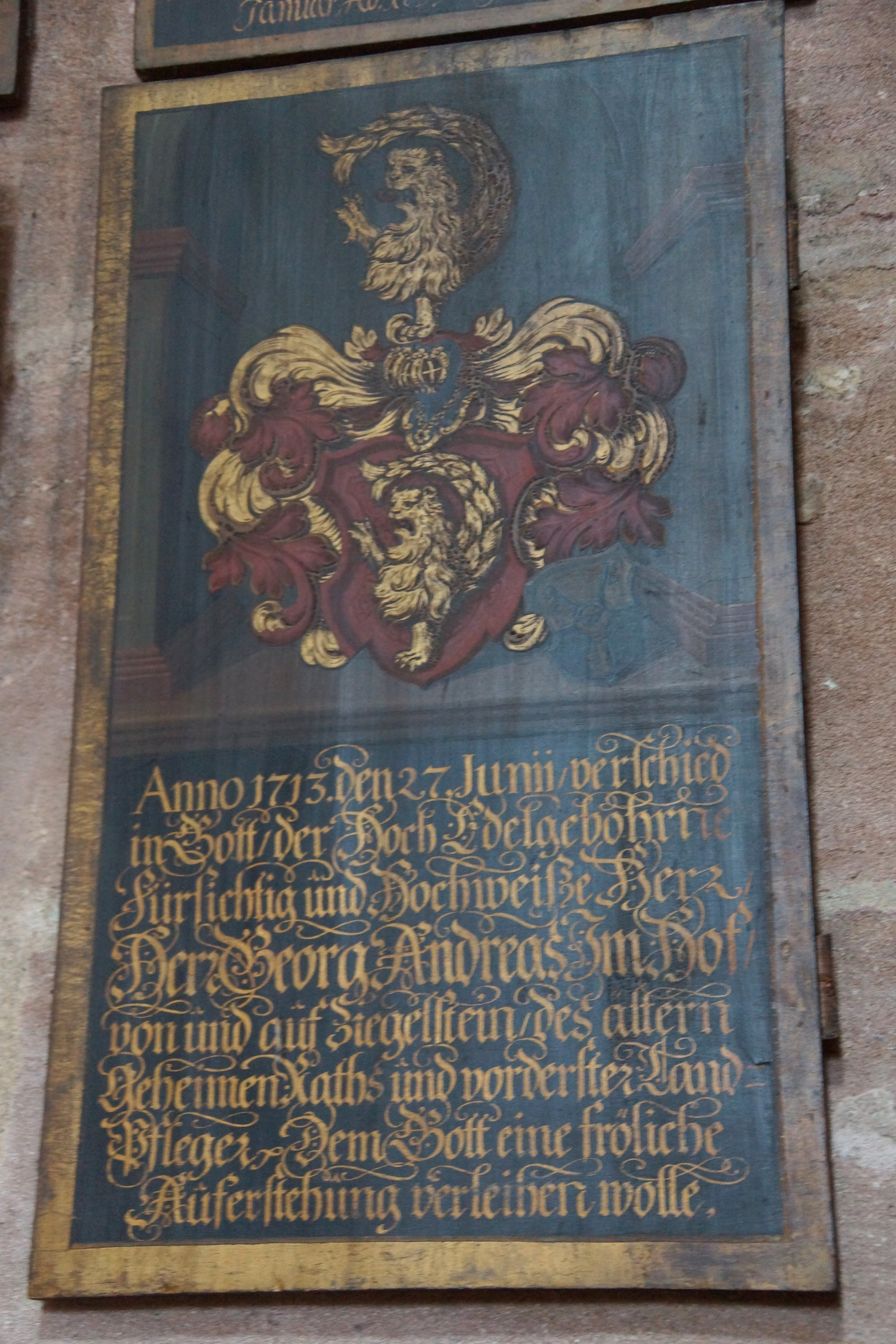
Totenschild des Georg Andreas Imhof († 1713) in der Lorenzkirche
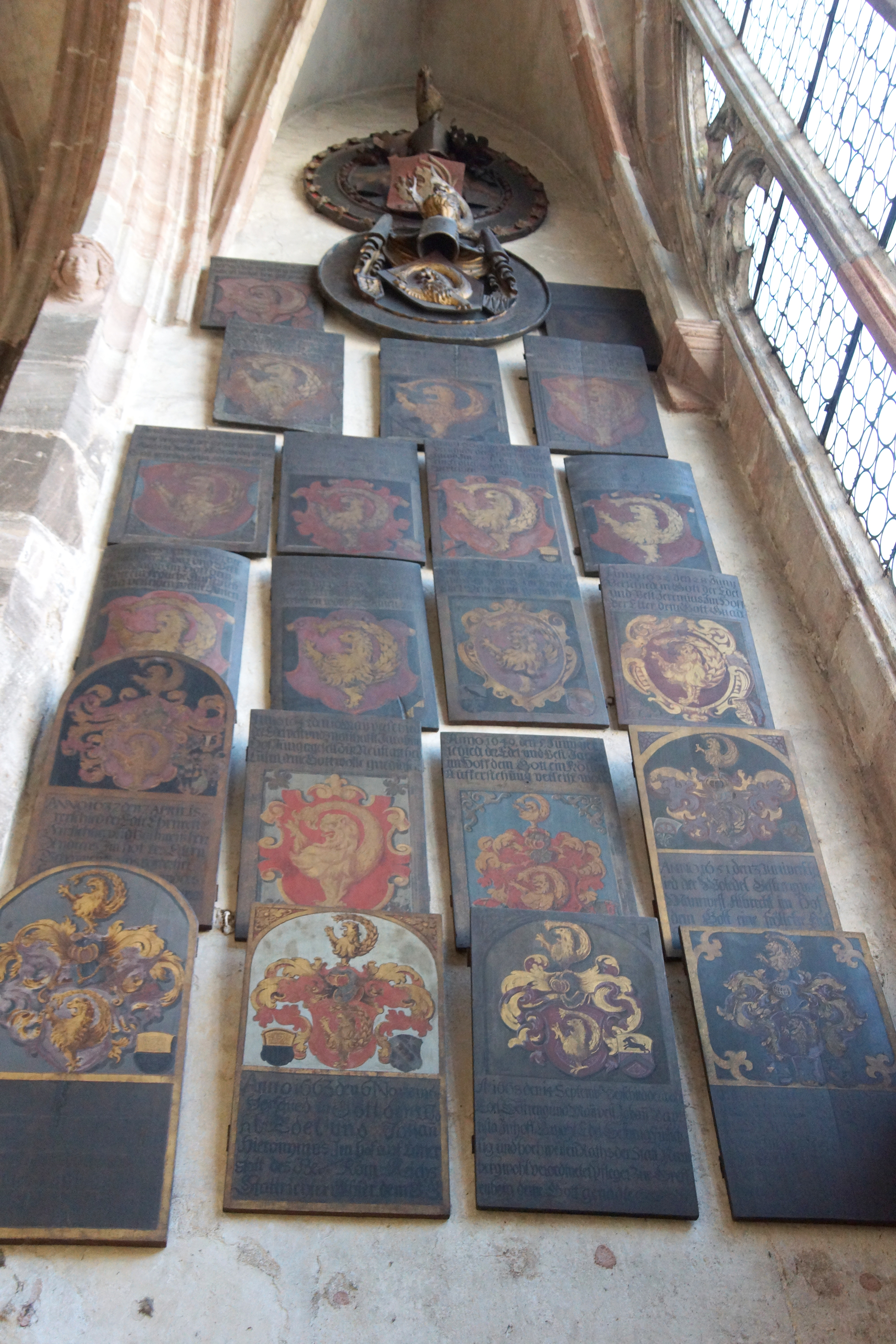
Totenschilde in der Lorenzkirche

## Stiftungen (Auszug)
Neben den üblichen Almosen und Vermächtnissen an soziale Einrichtungen tätigte die Familie auch eine Reihe von Altarstiftungen an verschiedene Kirchen, meist verbunden mit einem Messstipendium:
- Altar des Melchior Imhoff († 1457) in Breslau (verschollen)
- Der Imhoffaltar in der Lorenzkirche, gestiftet von Konrad Imhoff († 1449) um 1418
- Die Imhoff-Madonna in der Lorenzkirche, gestiftet von Christian Imhoff († 1466) zum Gedenken an seine Frau Margarethe geb. Thürler († 1449)
- Imhoff-Triptychon von Valentin Wolgemut (ca. 1455), für die Elisabethkirche Breslau, heute im Nationalmuseum Warschau
- Der Rochusaltar in der Lorenzkirche (1483)
- Das Sakramentshaus in der Lorenzkirche von Adam Kraft (gestiftet von Hans Imhoff d. Ä. – auch Hans IV. Imhoff), um 1493
- Die Imhoffkapelle (später: Holzschuherkapelle) auf dem Johannisfriedhof (für Peter Imhoff, um 1514 vermutlich vom Stadtbaumeister Hans Beheim dem Älteren)
- Altar in der Johanniskirche auf dem Johannisfriedhof (von Peter Imhoff gestiftet um 1517), mit Stifterwappen Imhoff (links) und Wappen der Ehefrau geb. Holzschuher (rechts)
- Der Johannesaltar in der Lorenzkirche (um 1521)
- Die Rochuskapelle auf dem Rochusfriedhof (Konrad Imhoff, 1521), bis heute Erbgruft der Imhoff
- Jüngstes Gericht, dreiteiliges Altarbild in der Sebalduskirche
- Marienbildnis, Sebalduskirche

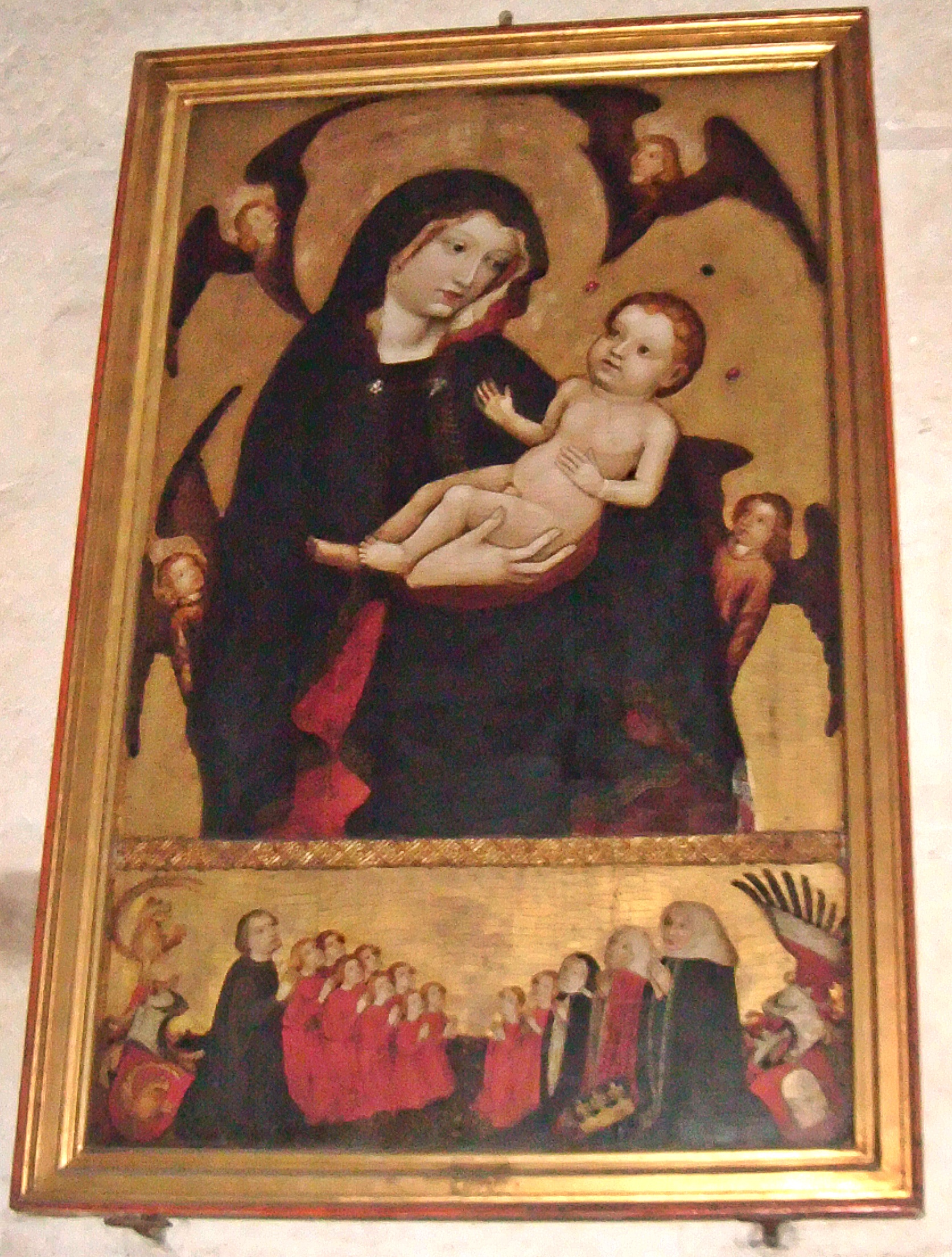
Imhoff-Madonna in der Lorenzkirche (um 1450)
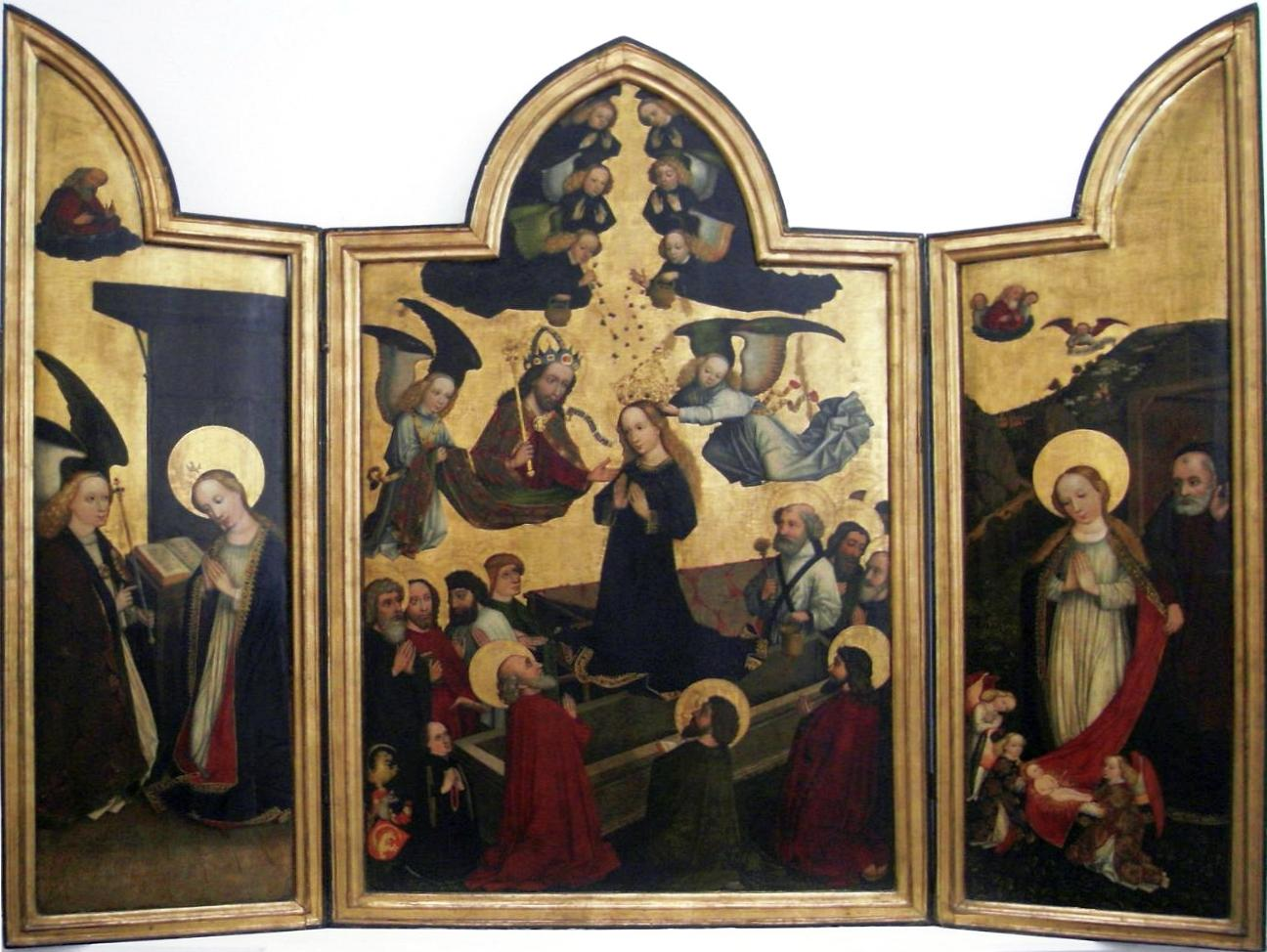
Imhoff-Triptychon von Valentin Wolgemut (ca. 1455) für die Elisabethkirche Breslau, heute im Nationalmuseum Warschau
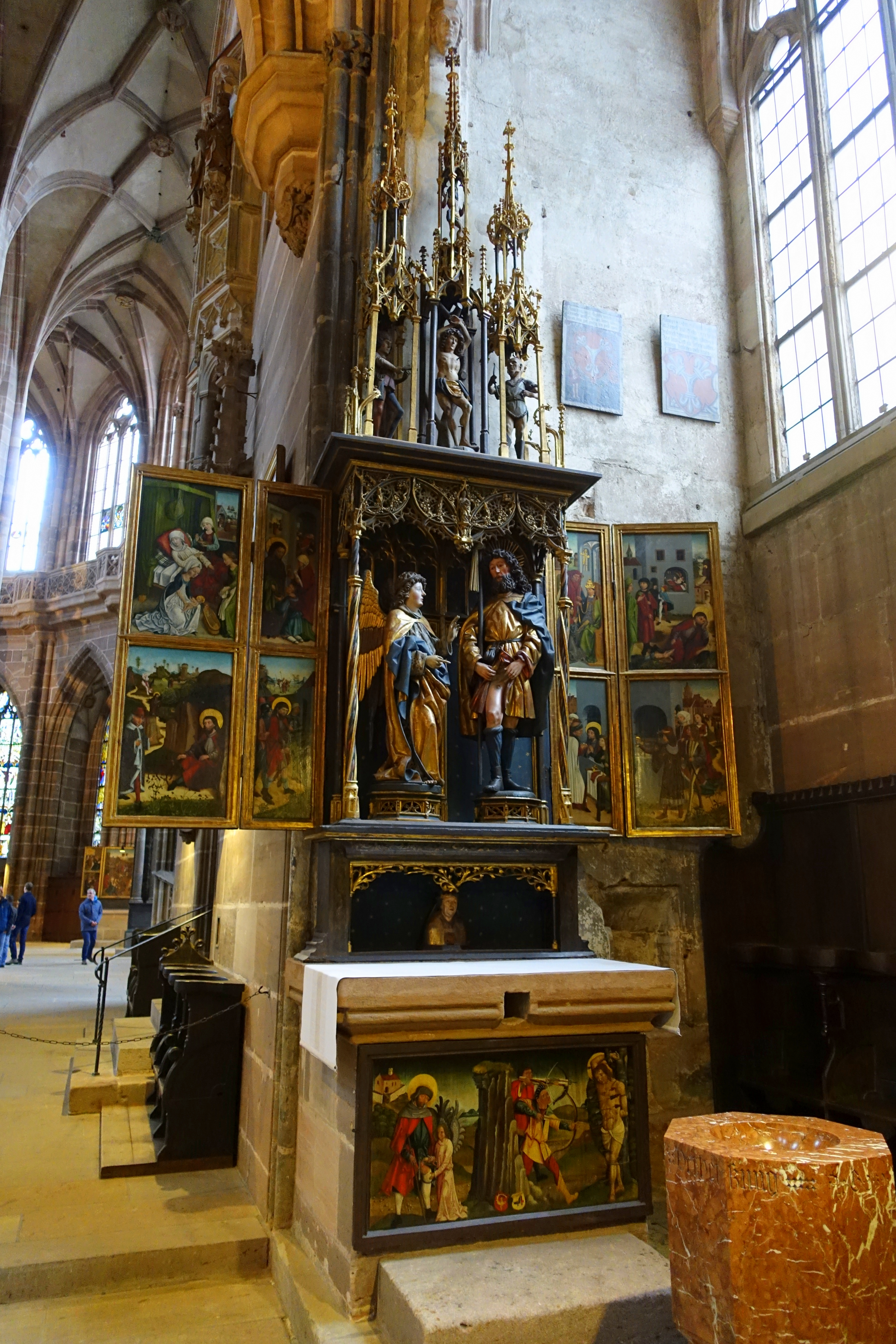
Rochusaltar Lorenzkirche (1483)
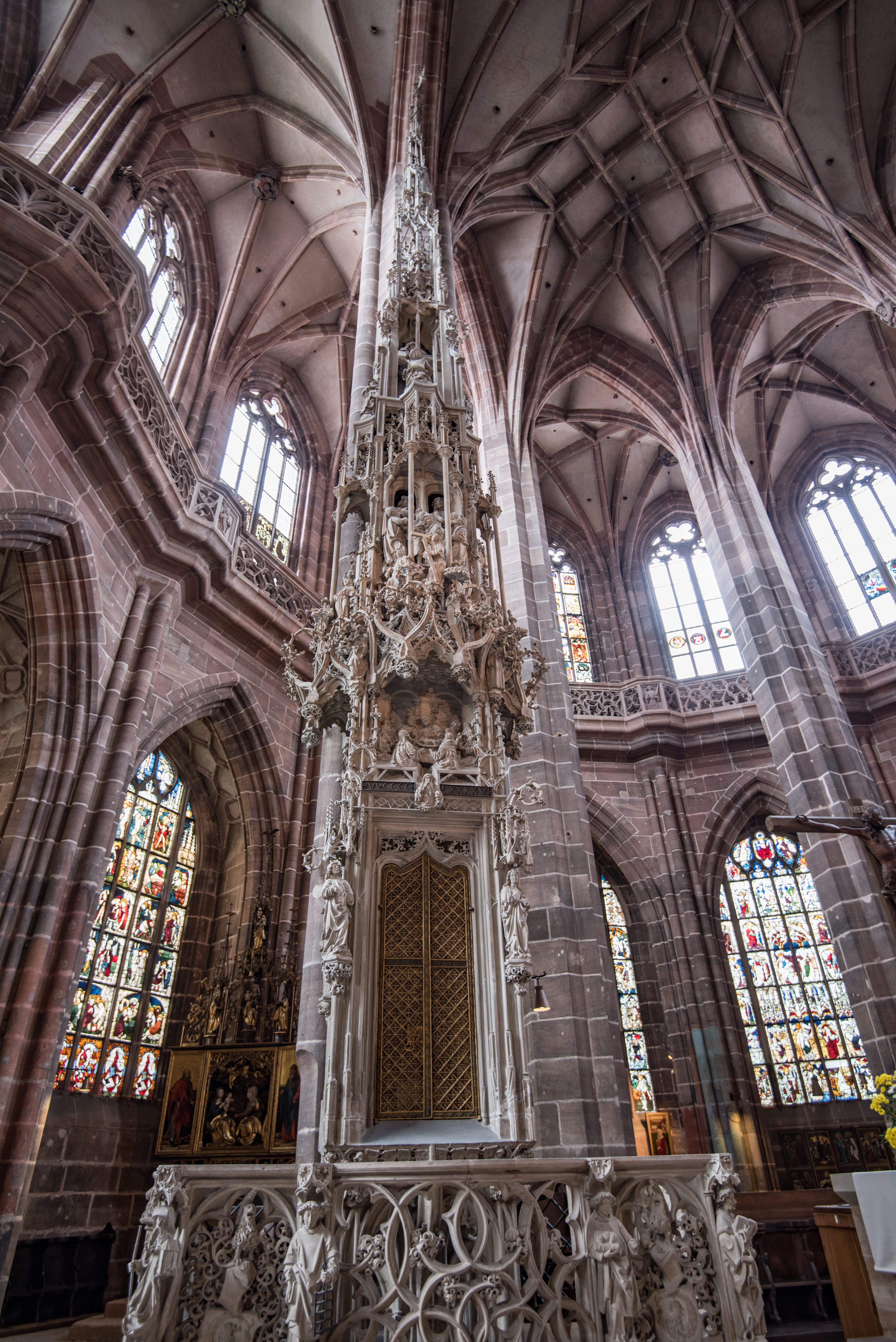
Sakramentshaus in der Lorenzkirche (1493)
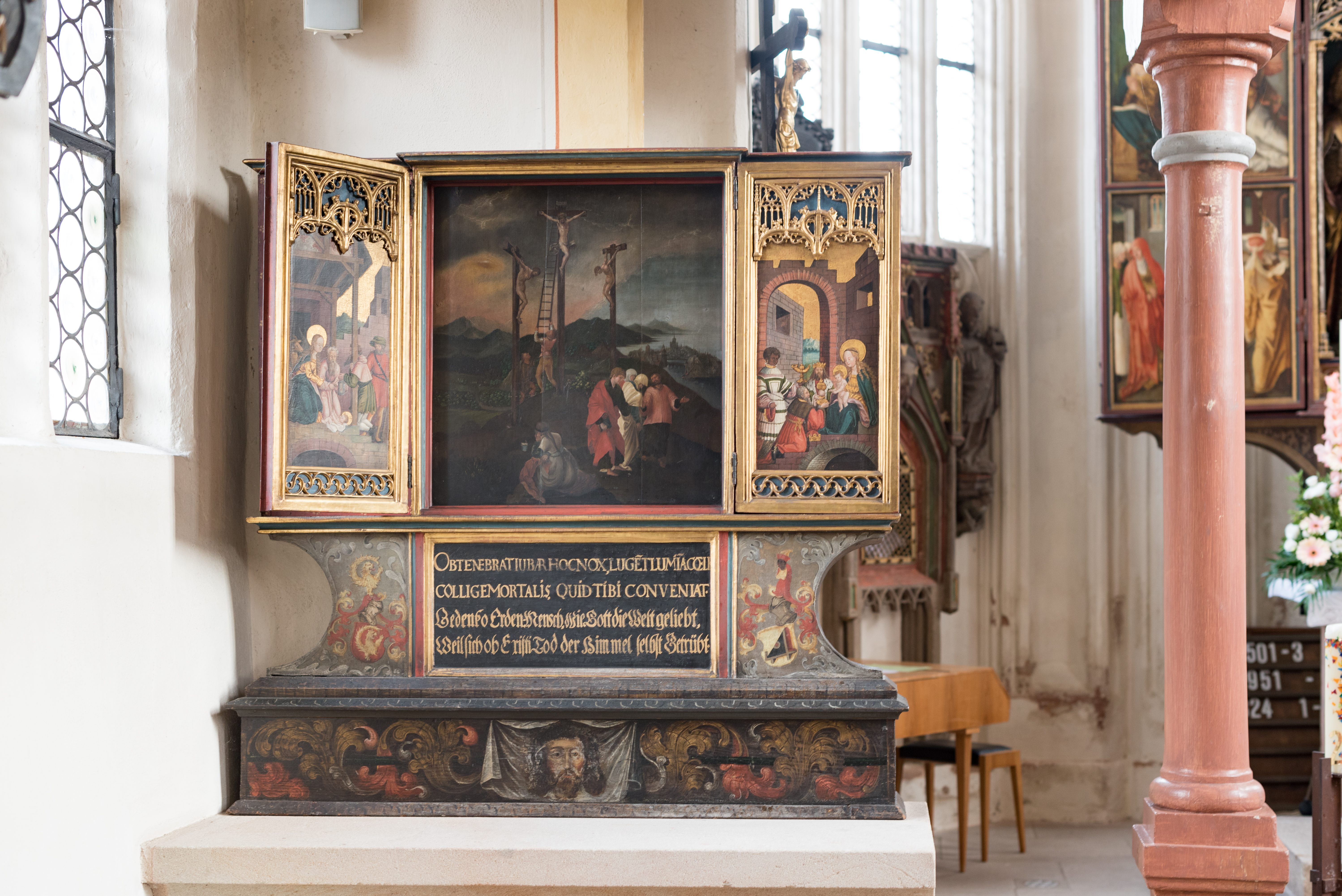
Altar Johanniskirche (1517)
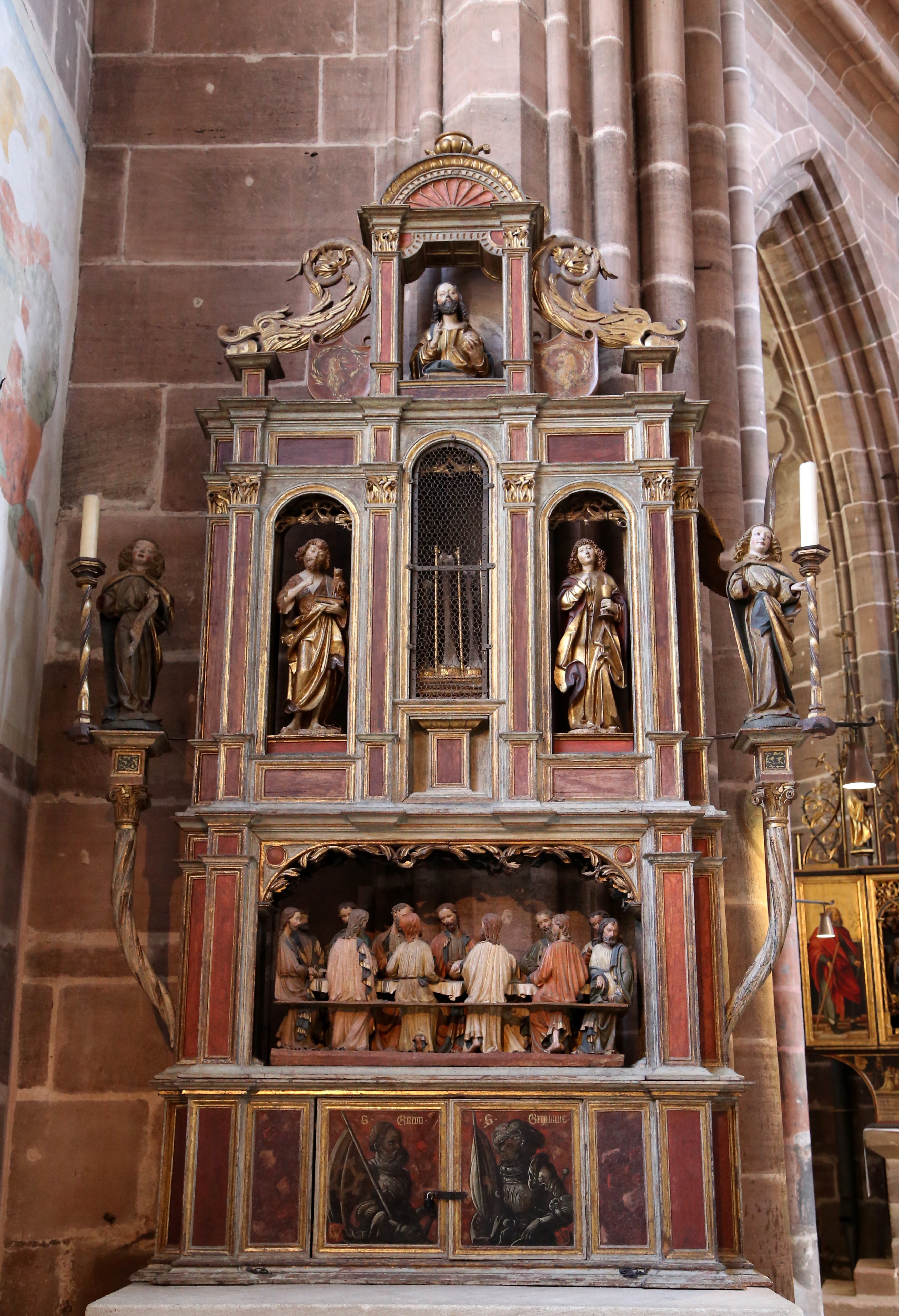
Johannesaltar Lorenzkirche (1520)
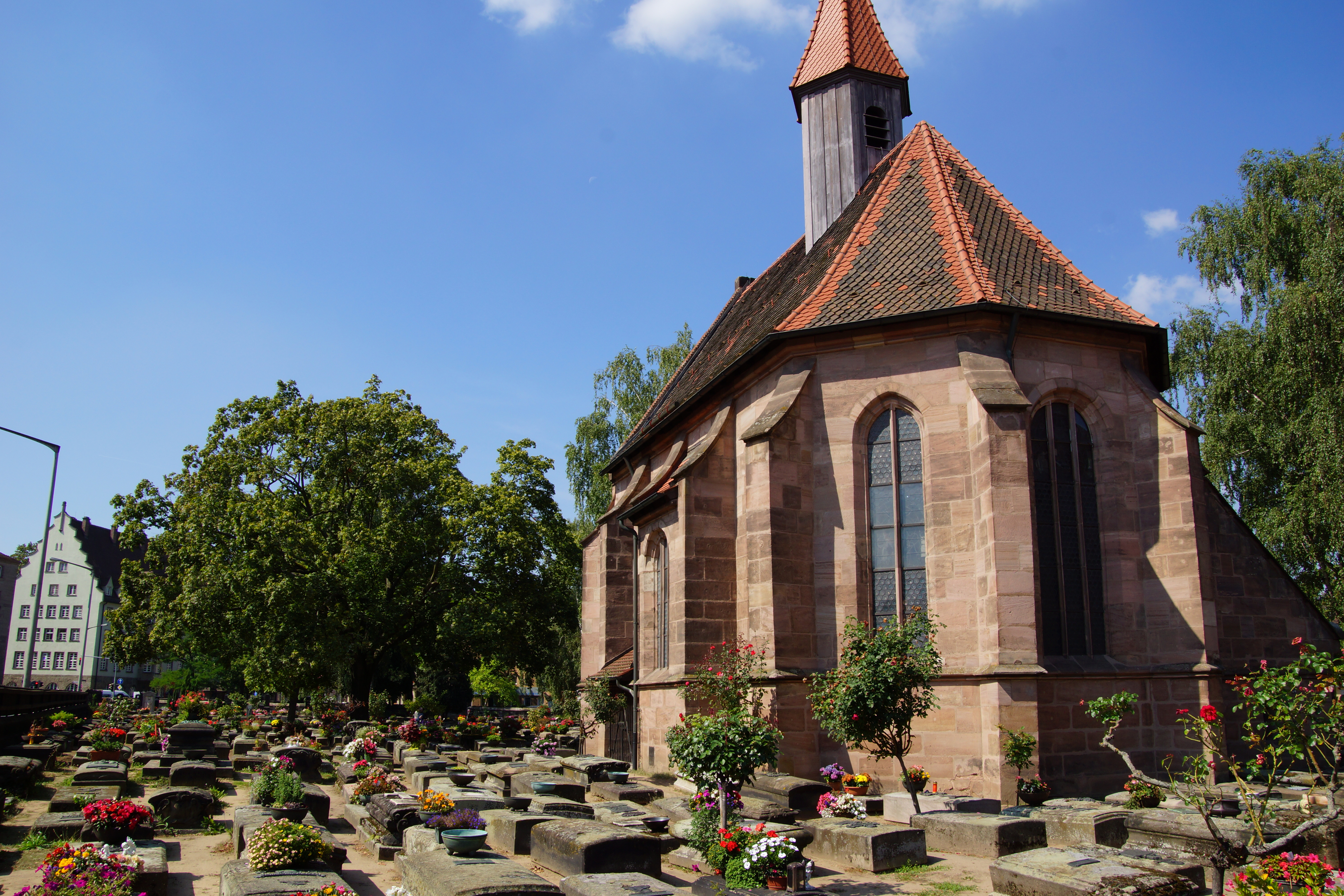
Rochuskapelle (Rochusfriedhof, 1521, Erbgruft der Familie)
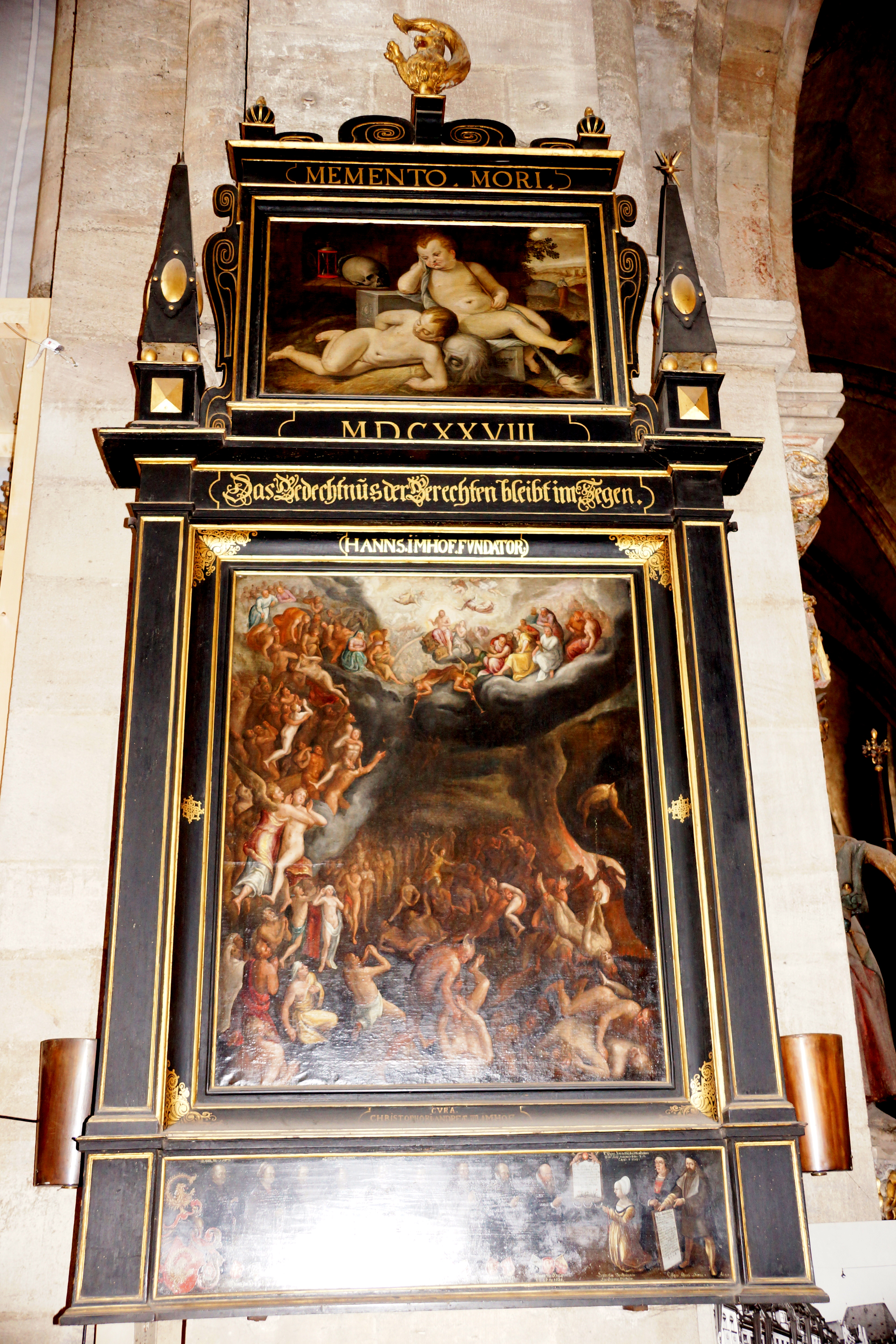
Jüngstes Gericht, Sebalduskirche
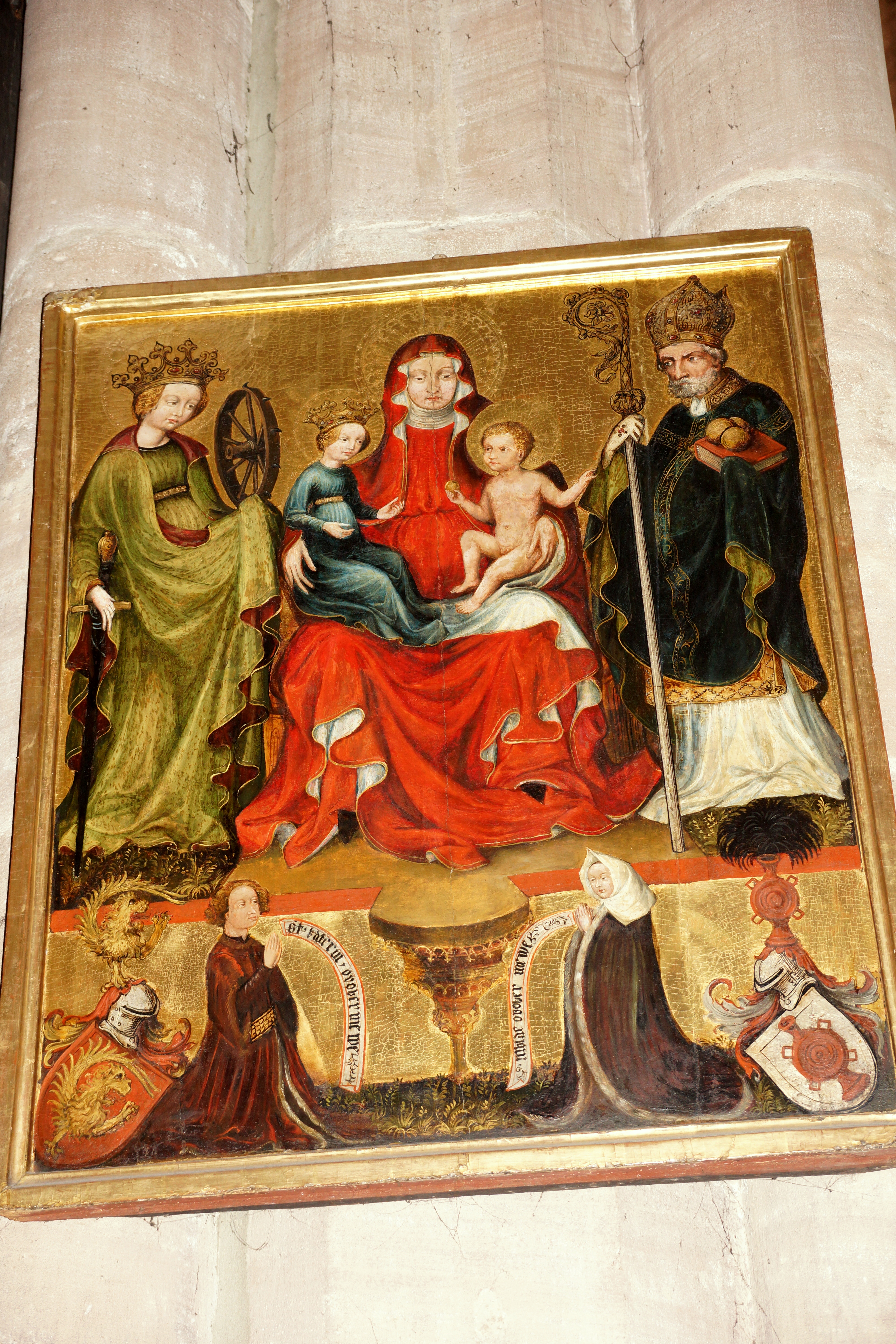
Marienbild, Sebalduskirche (mit Doppelwappen Imhoff/?), 15. Jh.